# Civilizația mayașă

Civilizația mayașă este o civilizație mesoamericană care și-a atins apogeul în perioada dintre anii 300 și 900, cunoscută atât pentru scrierea sa logosilabică—cel mai sofisticat și dezvoltat sistem de scriere din Americile precolumbiene—cât și pentru arta, arhitectura, matematica, calendarul și sistemul său astronomic. Culturile Maya târzii, scindate în regiuni, precum și popoarele aztec și incaș construiesc în secolul al XV-lea mari imperii, bine administrate, în America Centrală și de Sud. Cultura Maya târzie este împărțită într-un număr de state separate. Sunt slăbite în sec. XV de conflicte politice și cucerite în secolul al XVI-lea de spanioli .
Imperiul Maya, centrat în zonele joase tropicale din ceea ce este acum Guatemala, a atins apogeul puterii și influenței sale în jurul secolului al VI-lea. Civilizația Maya a excelat în agricultură, ceramică, scriere, sistemul calendaristic și matematică și a lăsat în urmă o uimitoare valoare arhitecturală impresionantă și opere de artă simbolică. Cele mai multe dintre acestea se situează în orașele de piatră, abandonate în anii 900. Oamenii de știință din secolul XIX au dezbătut cauza acestui declin dramatic.

## Localizarea

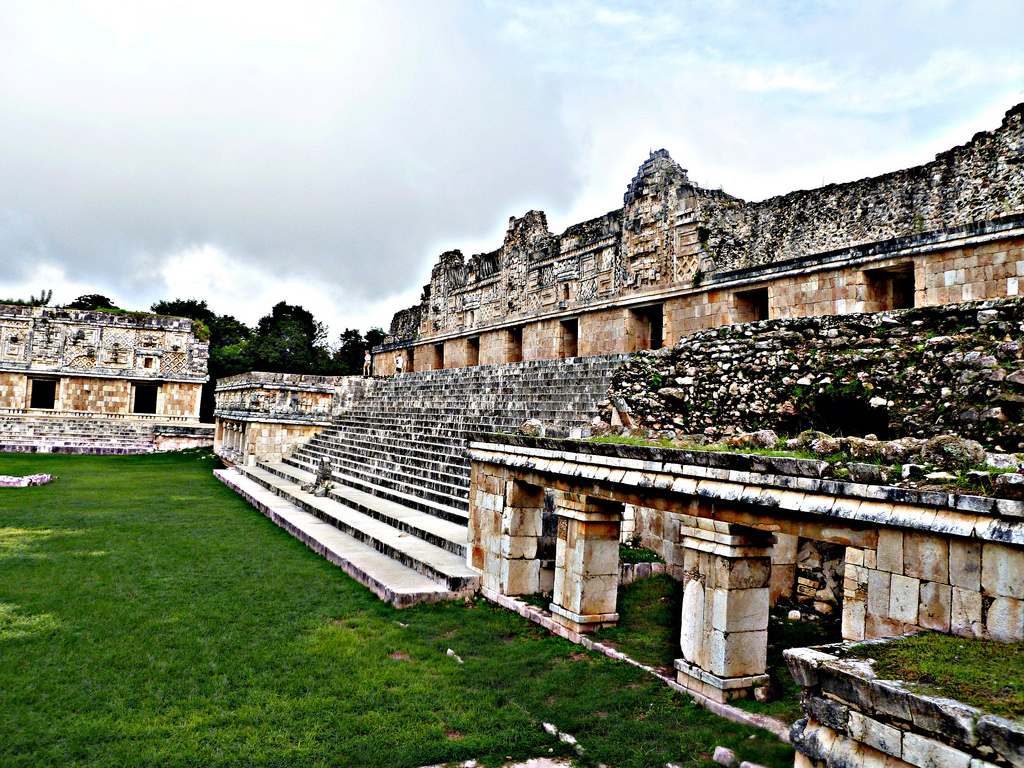
Uxmal, Nunnery Quadrangle

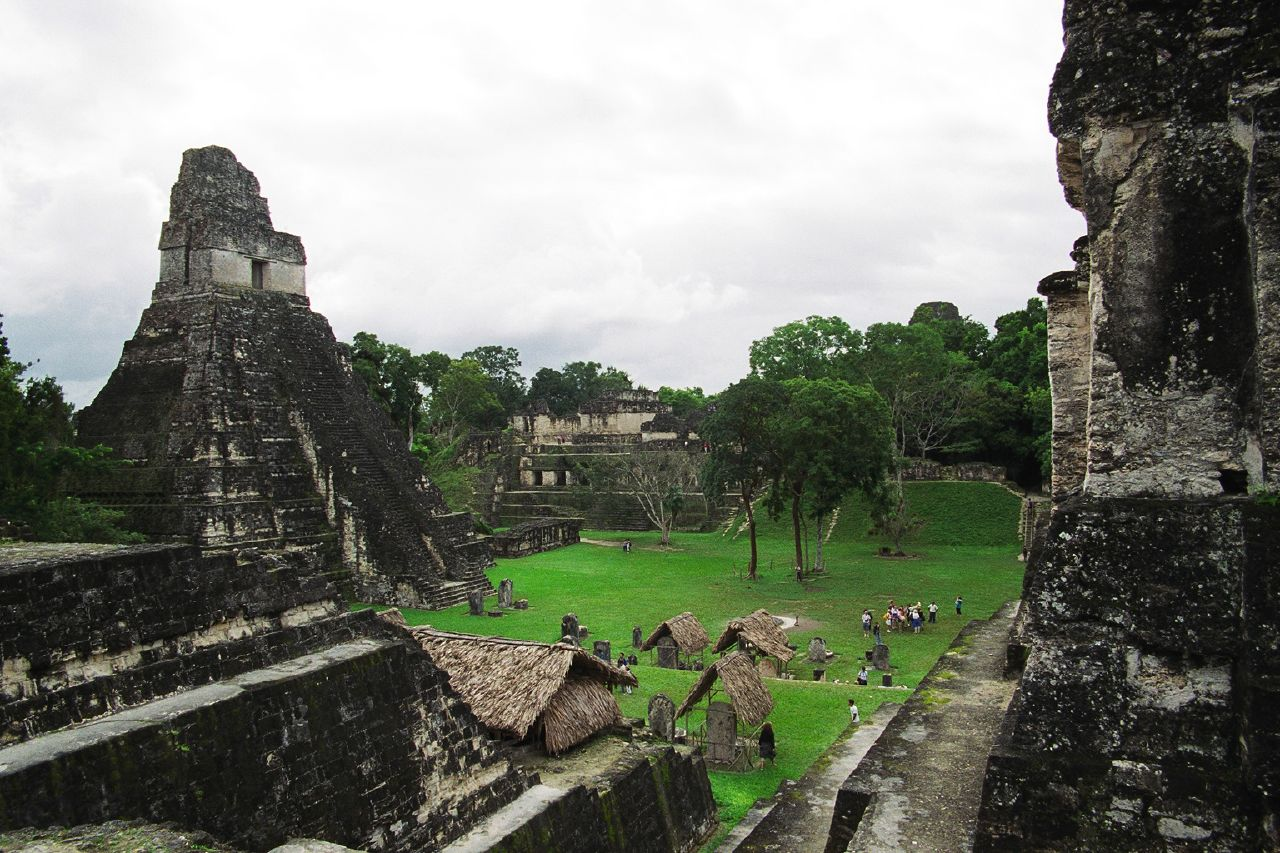

Civilizația Maya a fost una dintre societățile indigene cele mai dominante ale Mezoamericii (un termen folosit pentru a descrie Mexic și America Centrală înainte de cucerirea spaniolă din secolul al XVI-lea). Spre deosebire de alte populații indigene împrăștiate în Mezoamerica, Maya a fost centrată într-un bloc geografic care acoperă toată Peninsula Yucatan, Guatemala, Insulele Belize și părți ale statelor mexicane Tabasco și Chiapas , precum și partea de vest a Hondurasului și El Salvador. Această concentrare a arătat că Maya a rămas relativ protejată de invazia altor popoare mezoamericane.
În cadrul acestei întinderi, civilizația Maya a trăit în trei sub-zone, cu diferențe distincte de mediu și culturale: în depresiunile nordice în Peninsula Yucatan, în depresiunile din sud, în districtul Peten din Guatemala și nordul porțiunilor adiacente din Mexic, Belize și Honduras de vest; și de sud , în regiunea muntoasă din sudul Guatemalei. Zona din sudul regiunii a atins apogeul în timpul perioadei clasice a civilizației Maya (250 - 900 d.Hr.), și a construit marile orașe de piatră și monumente, care au fascinat exploratori și cercetători din regiune.

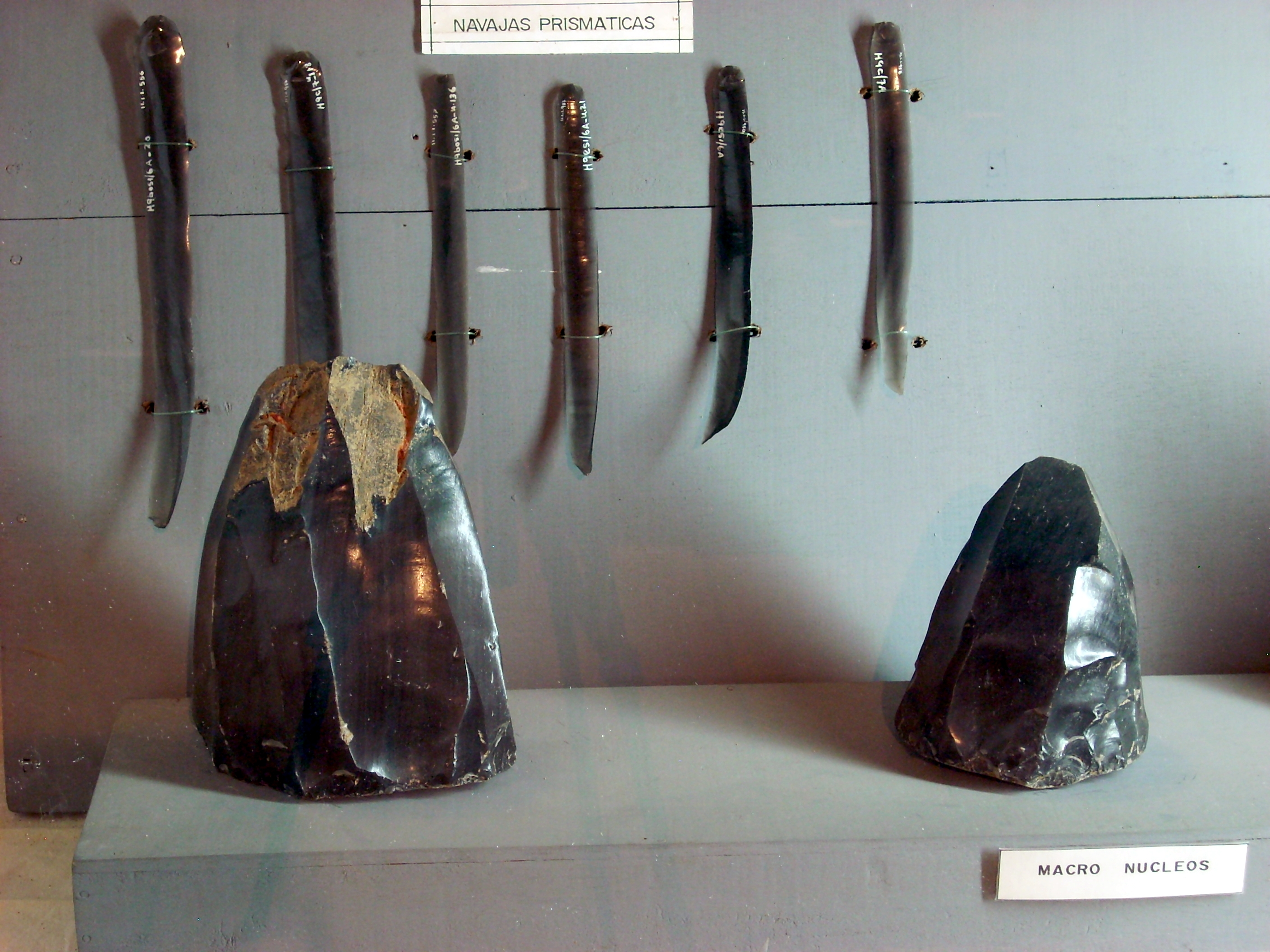
Unelte și arme din obsidian

Unul dintre multele lucruri interesante despre mayași a fost capacitatea lor de a construi o civilizație măreața într-un climat tropical umed. În mod tradițional, popoarele antice au înflorit în climate uscate, în cazul în care managementul centralizat al resurselor de apă (prin irigații și a altor tehnici) au stat la baza societății. În zonele joase din sud Maya, cu toate acestea, au existat câteva râuri navigabile de comerț și transport, nefiind necesar un sistem de irigare.
Deși invadatorii străini au fost dezamăgiți de lipsa relativă de argint și de aur, mayașii au profitat de zonă de multe resurse naturale, inclusiv calcar (pentru construcții), obsidian sau rocă vulcanică (pentru unelte și arme) și sare, inclusiv pene de quetzal, jad (folosite pentru a decora costume elaborate ale nobilimii Maya) și scoici marine, care au fost folosite ca trâmbițe în ceremonii și de război.

## Istorie și societate

### Vechiul Imperiu

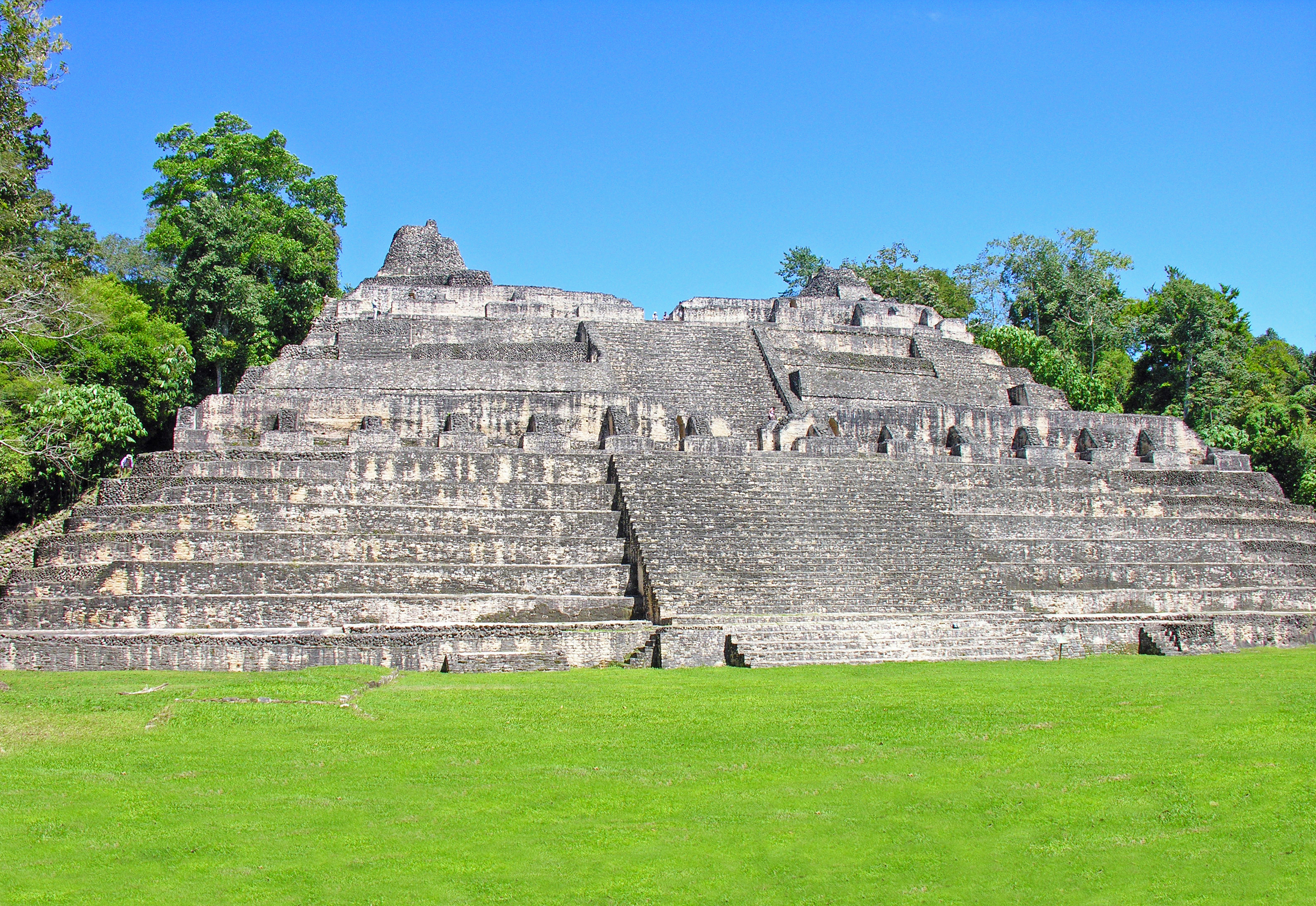
Caana Caracol

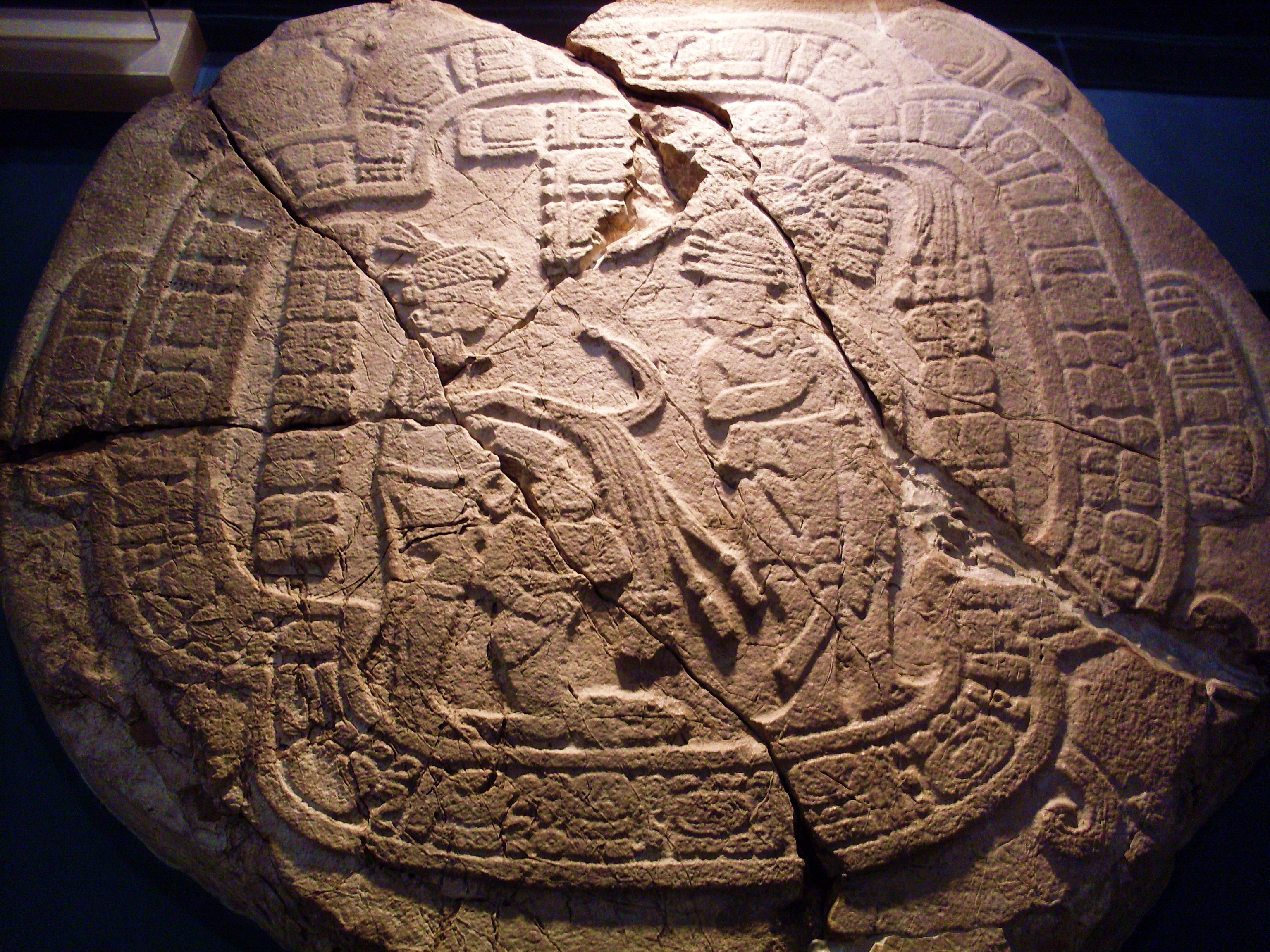
Altar

Mayașii au început să-și stabilească așezări în Peninsula Yucatán încă din 1800 î.e.n. în 300-900, în perioada clasică, în peninsula apar numeroase orașe-stat conduse de preoți-prinți. Din motive necunoscute, sunt abandonate în favoarea orașelor din perioada postclasică, situate mai departe, în nord. Între orașele-state existau ostilități, de obicei pentru plata unui tribut și pentru a lua prizonieri.
Cele mai vechi culturi erau agricole, culturi cum ar fi cele de porumb , fasole, fructe și cassava (manioc).În timpul Perioadei preclasică Mijlocie, care a durat până în aproximativ 300 î.Hr., agricultorii Maya au început să-și extindă prezența lor, atât în regiunile muntoase și joase. Perioada preclasică a văzut, de asemenea, creșterea civilizației mesoamericane-Olmecii. Ca și alte popoare Mesoamericane, cum ar fi Zapotecii, Totonacii, Teotihuacánii și Aztecii, Mayașii au derivat o serie de trăsături religioase și culturale , precum și sistemul lor numeric și calendaristic preluate de la olmecii.
Vechile orașele-templu datează din 300.În secolele V-VI, cultura Maya cunoaște o largă răspândire. Sistemul eficient din agricultură conduce la o creștere substanțială a populației.
Populația mayașă era împărțită în clase sociale: nobilii, preoții, conducătorii, funcționarii, și servitorii lor locuiau în orașe, iar oamenii de rând munceau pământul, venind în orașe numai cu ocazia târgurilor și festivităților religioase.
În jurul anului 230 î.e.n., o erupție vulcanică a sfărâmat muntele Ilopango din sud, și a acoperit cu cenușa o suprafață extinsă. Orașele din sud au fost abandonate, ceea ce a marcat sfârșitul perioadei preclasice a civilizației mayașe.

### Imperiul Maya Târziu

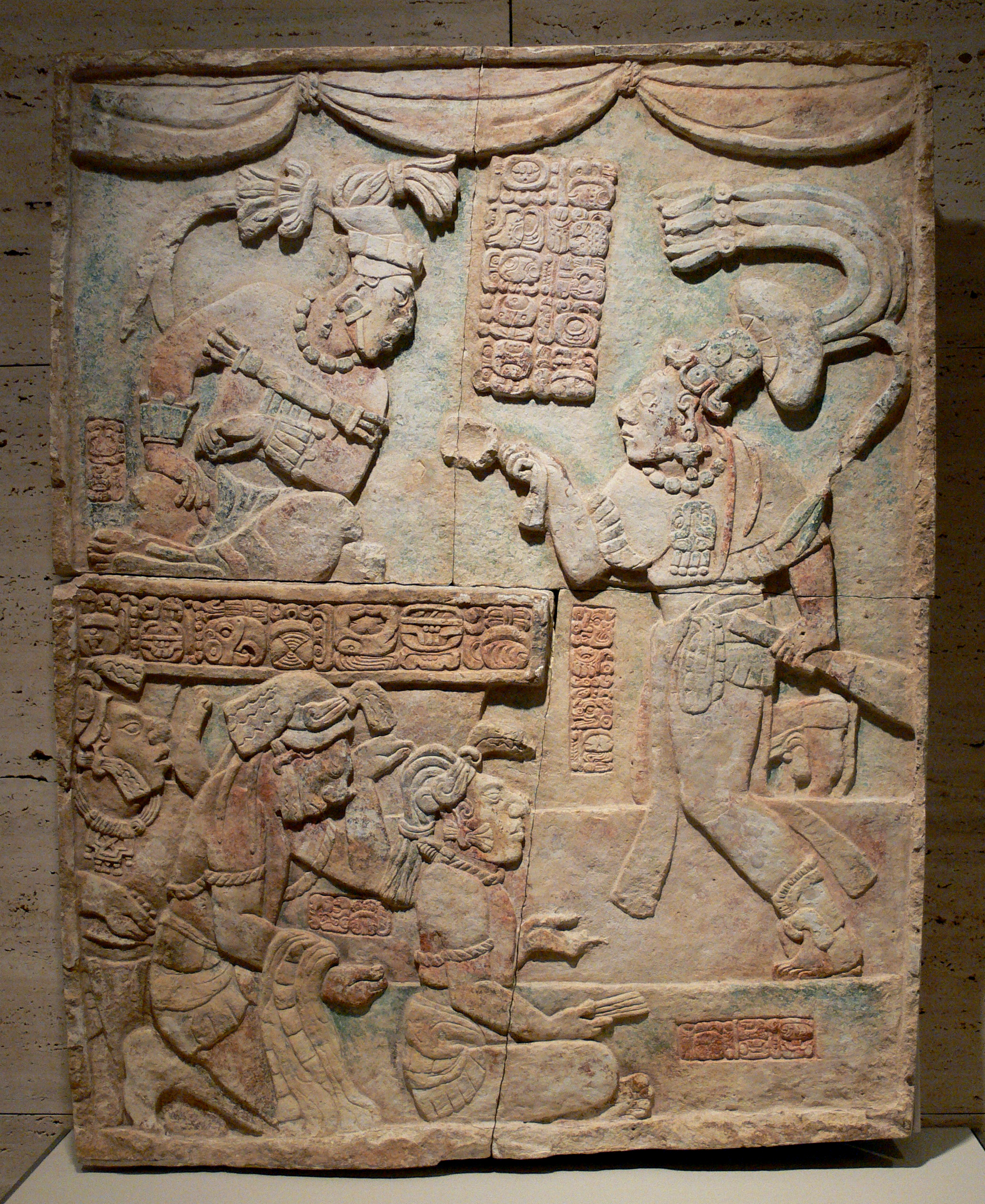
Prizonieri

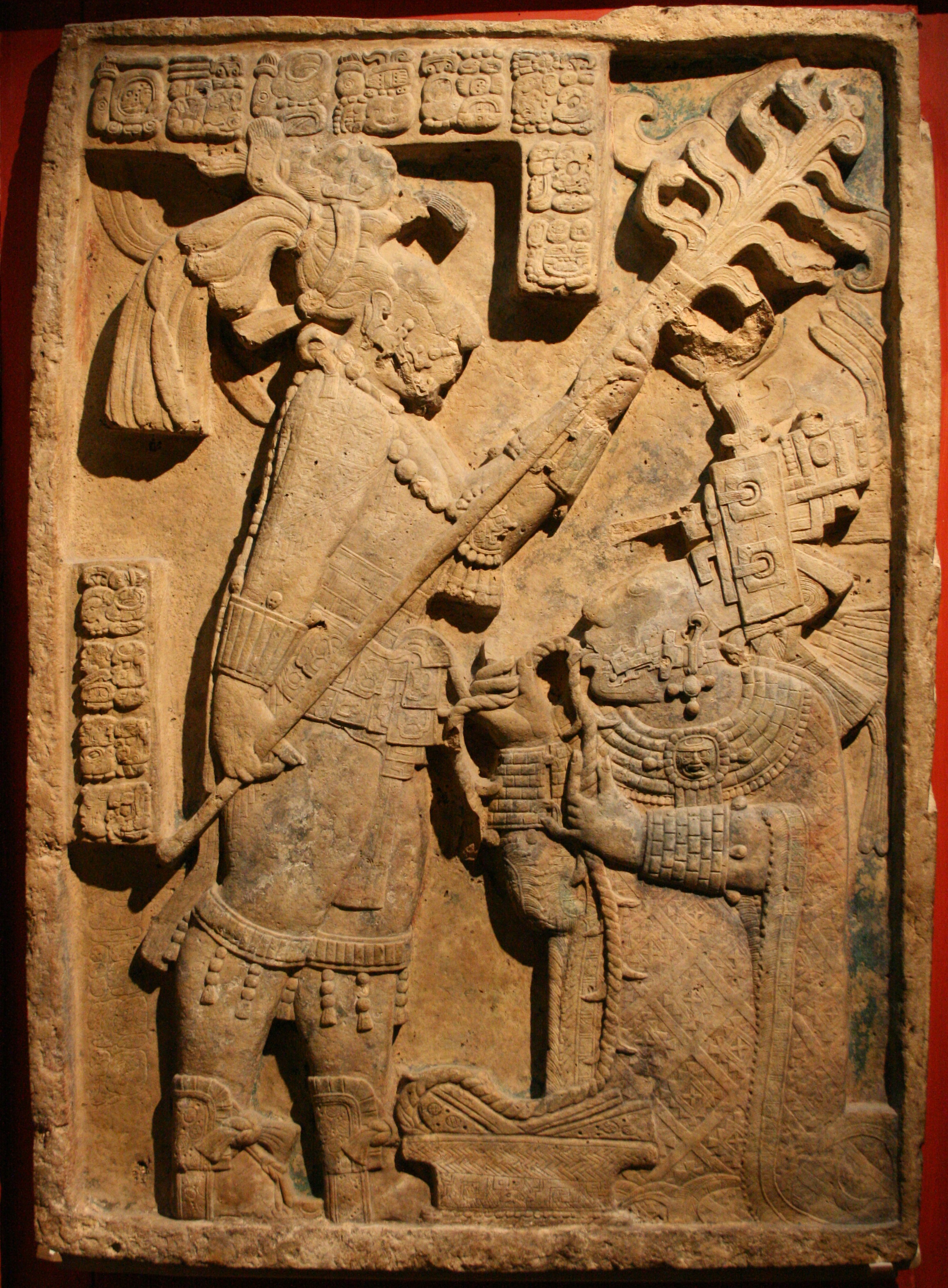
Ritual: Doamna Xook, soția regelui Pakal al II-lea este vopsită cu sânge

Perioada clasică, care a început în jurul anilor 250 d.Hr., a fost epoca de aur a Imperiului Maya. Clasica civilizație Maya a crescut la aproximativ 40 de orașe, inclusiv Tikal, Uaxactún, Copan, Bonampak, Dos Pilas, Calakmul, Palenque și Bec Río; fiecare oraș a avut o populație cuprinsă între 5.000 și 50.000 de oameni. La momentul de vârf, populația maya ar fi atins 2.000.000.
Săpăturile de pe siturile arheologice Maya au scos la iveală piețe, palate, temple și piramide, precum și terenurile jocurilor cu mingea. Orașele Maya erau înconjurate și susținute de o populație mare de fermieri. Au fost descoperite dovezi care atestau că mayașii utilizau metode agricole avansate, cum ar fi irigarea și terasarea. Mayașii nu utilizau cai deoarece aceștia au dispărut ca specie de pe continentul american cu multe milenii în urmă.
Între 300-800, civilizația mayașă s-a aflat la apogeu. În 987, în Yucatan ia naștere Noul Imperiu Maya, sub conducerea toltecilor, care emigraseră din Campeche și se amestecaseră cu vechii mayași. Alte orașe-stat se alătură noii entități. În 1000, peninsula a fost invadată de tolteci, care au rămas acolo până în 1221, construind la Chichen Itza o replică a orașului Tula. Conducătorii militari au preluat puterea de la preoți, ceea ce a dus la declinul calitativ a meșteșugarilor, ca olăritul, arta și literatura. În 1204, cocomul din Mayapan, care provenea din Mexico, își asumă conducerea imperiului. Toltecii au fost înfrânți și înlăturați de mayași. Câteva triburi maya, conduse de Xiu de Uxmal, se răscoală împotriva domniei sale severe în 1441.Unificarea politică a exclus Yucatanul, în timp ce 18 orașe-stat mici se luptau între ele. Epidemiile și catastrofele naturale au fost o altă cauză a slăbirii statelor înaintea invaziei spaniolilor.
În ținuturile înalte ale Guatemalei de azi se aflau statele dominate de tolteci-Quiche, Cachiquel și Tzutuhil, având capitalele la Utatlan, Izimche și Atitlan. Triburile toltecilor s-au așezat și în teritoriile actuale Nicaragua, în nord-vestul Hondurasului și în El Salvador.
În ciuda prăbușirii sale politice, cultura Maya era deosebit de dezvoltată. Mayașii utilizau scrierea hieroglifică, un sistem numeric și un calendar mai exact decât cel gregorian utilizat în Europa. Populația locuia în orașe mari, cu case de piatră și drumuri pavate. Surplusurile din cultivarea de porumb sprijineau activitățile artistice și comerțul. Societatea era structurată ierarhic, nobilimea și preoții formând casta conducătoare. Sclavii erau prizonieri de război sau persoanele datornice. Mayașii practicau comerț pe distanțe foarte mari, însă nu cunoșteau metalele sau roata. Mayașii erau meșteșugari iscusiți, sculptând în piatră și jad, realizând vase de ceramică decorată, picturi, unelte evoluate și obiecte de aur și cupru. Construiau drumuri și culoare navigabile, pentru a încuraja comerțul.
Jocul de Pelota ocupă un loc extrem de important în viața maya fiind strâns legat de religie și divinație. Preoții prevesteau viitorul după felul în care se desfășura jocul. Jocul era probabil oarecum asemănător cu basketul deoarece mingea de cauciuc trebuia să treacă prin niște inele fixate în pereții laterali la o înălțime de până la 5 metri.

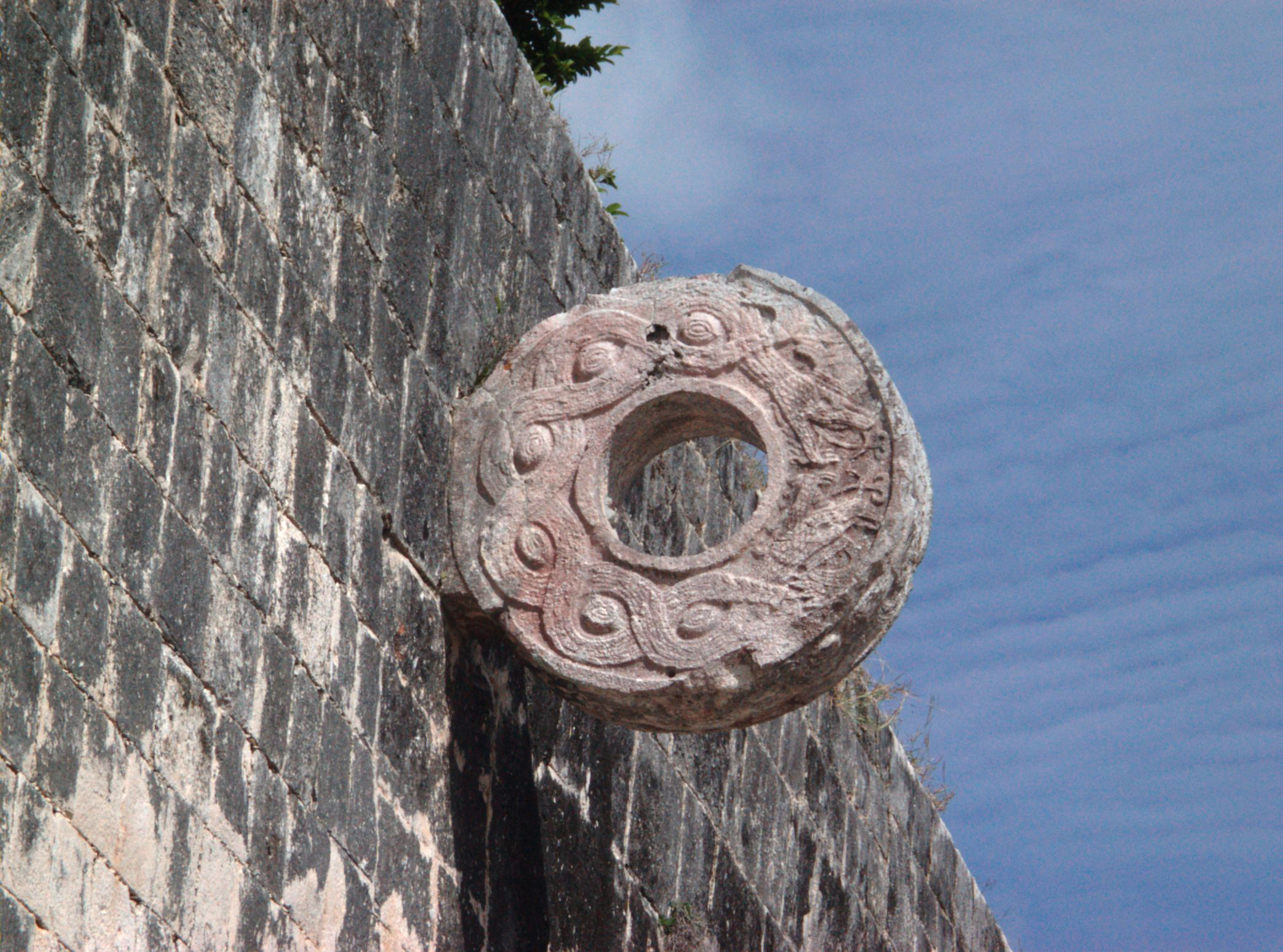
Chichén Itzá Goal

### Declinul

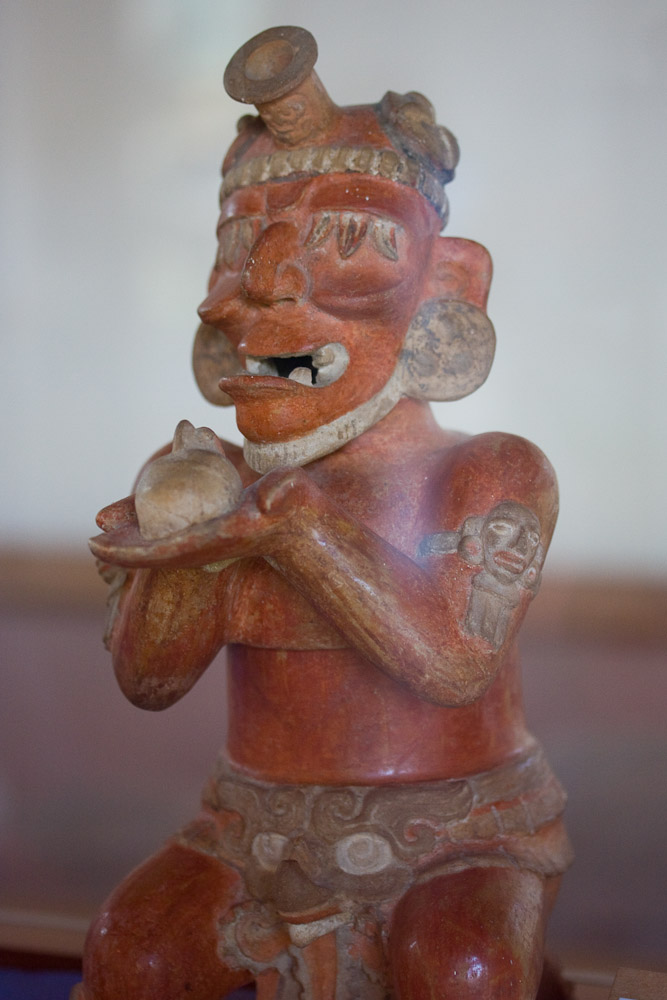

Profitând de scindarea politică, spaniolii cuceresc ținuturile înalte ale Guatemalei în 1525 și Yucatanul în 1541, însă ținuturile joase ale Guatemalei scapă de cucerirea spaniolă până în 1697.Colapsul civilizației Maya este controversat, experții spunând că ei ar fi fost absorbiți de alte civilizații. Totul s-a petrecut pe fondul sosirii spaniolilor în zona, cultura mayașă intrând într-un declin în acea perioadă. Totuși, o combinație de factori ar fi condus la această prăbușire, printre aceștia numărându-se și seceta. Ea ar fi putut fi cauzată de despăduriri masive pe care chiar ei le făceau, din dorința de a-și extinde orașele.
Diverse scenarii, precum o invazie a barbarilor nordici, factori economici, asaltul junglei, o revoluție lentă a masei țărănești contra elitei religioase și aristocratice au fost înainte pentru a explica dispariția civilizației mayașe. Toate sunt însă doar presupuneri, dispariția acestei culturi continuând să rămână neelucidată.

## Științele

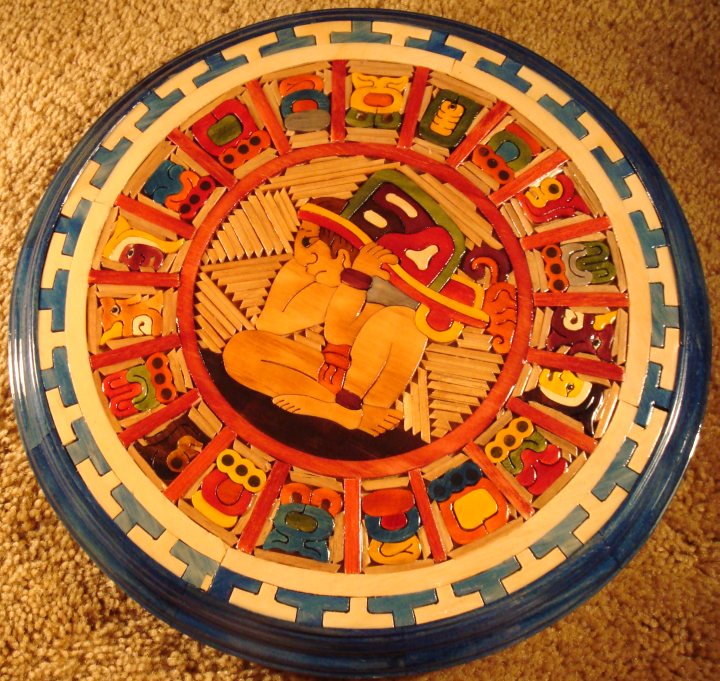
Calendarul mayaș

Cifrele mayașe

Există un alfabet cu 800 de hieroglife, iar mayașii studiau matematicile superioare, astronomia și sistemele calendaristice.
Codexurile descoperite, scrise cu hieroglifele mayașe, oferă indicii parțiale despre cunoștințele științifice în astronomie, calendarul dezvoltat de această civilizație fiind foarte precis. Mayașii aveau abilitatea de a prezice cu exactitate eclipsele, precum și deplasările planetelor, fără a cunoaște aparatele optice sau unitățile de timp. Sistemul matematic se baza pe numărul "20" și folosea trei simboluri: o bară pentru cinci, un punct pentru unu și un cerc pentru zero.
Calea Lactee era venerată de mayași, care o numeau Copacul Lumii, care era reprezentat de un arbore înalt numit Ceiba. Venus era cea mai interesantă dintre toate planetele. Credeau chiar că era mai importantă decât Soarele. Urmăreau cu atenție cum parcurgea toate fazele. Erau observatori perspicace, sensibili la ciclul natural al soarelui, lunii și planete.
Mayașii scriau pe hârtia din scoarță de copac, numită codex. Doar patru dintre aceste codexuri au supraviețuit.

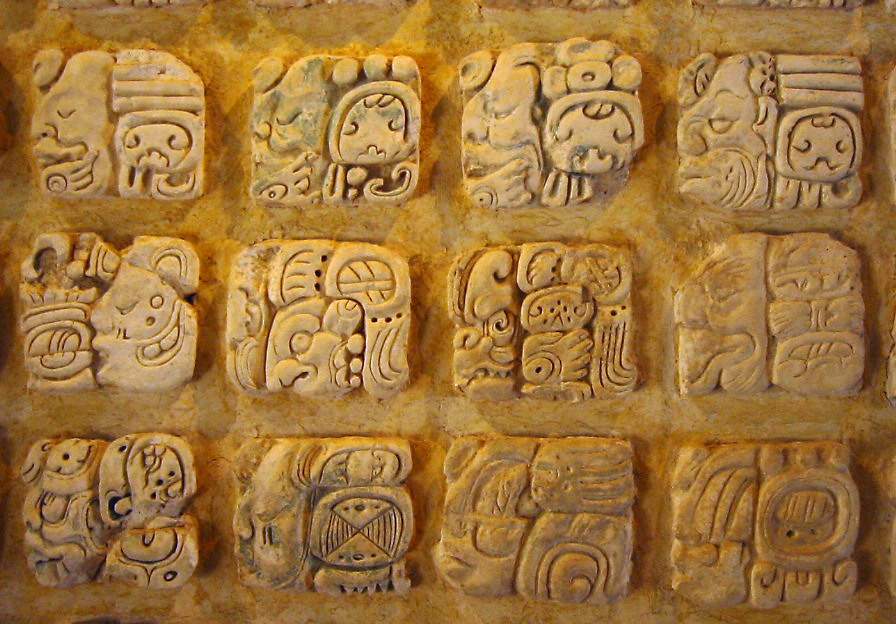
Glife mayașe

## Artă și arhitectură

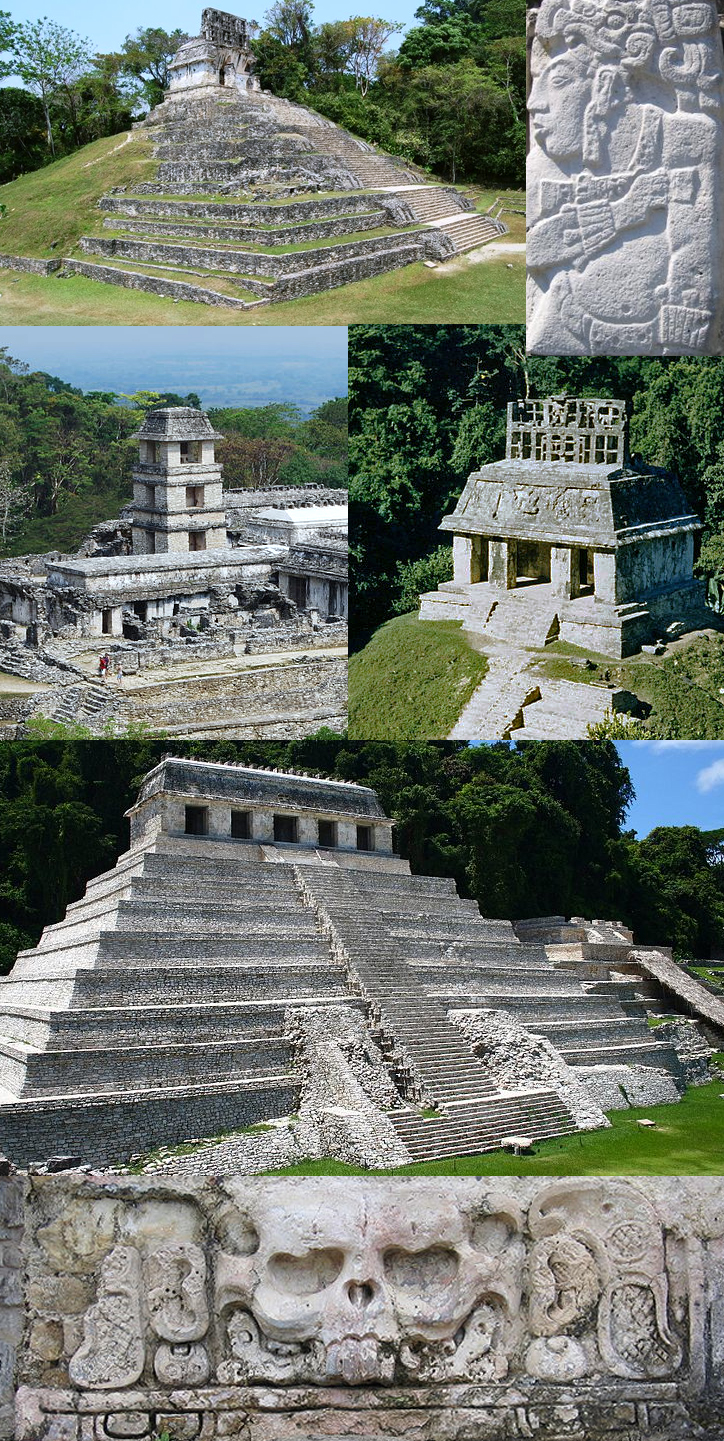
Temple mayase

### Arhitectură
O caracteristică a acestei civilizații, cea mai înfloritoare din America precolumbiană, o constituie faptul că principalele orașe și construcții monumentale au fost construite în locuri greu accesibile. Construcțiile destinate cultului religios ocupau suprafețe mult mai mari decât cele din zonele rezervate locuințelor.
Dintre cele 400 de orașe mayașe identificate, cel mai bine conservat este Chichén Itzá. Aici s-au construit, pe lângă piramide (în număr destul de mare și de dimensiuni impresionante), temple, stele funerare, bogat ornamentate cu motive animale, vegetale sau hieroglife. Toate acestea dovedesc măiestria artei mayașe, neatinsă de niciunul din popoarele precolumbiene.

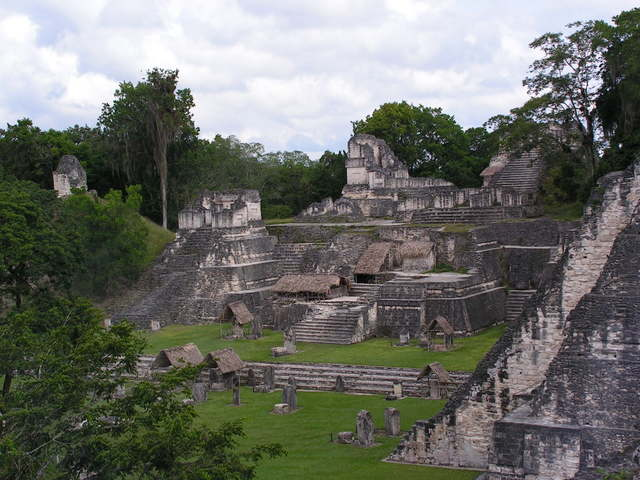
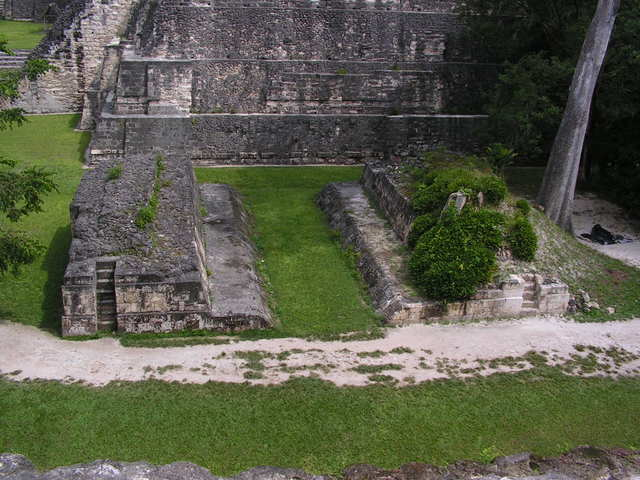
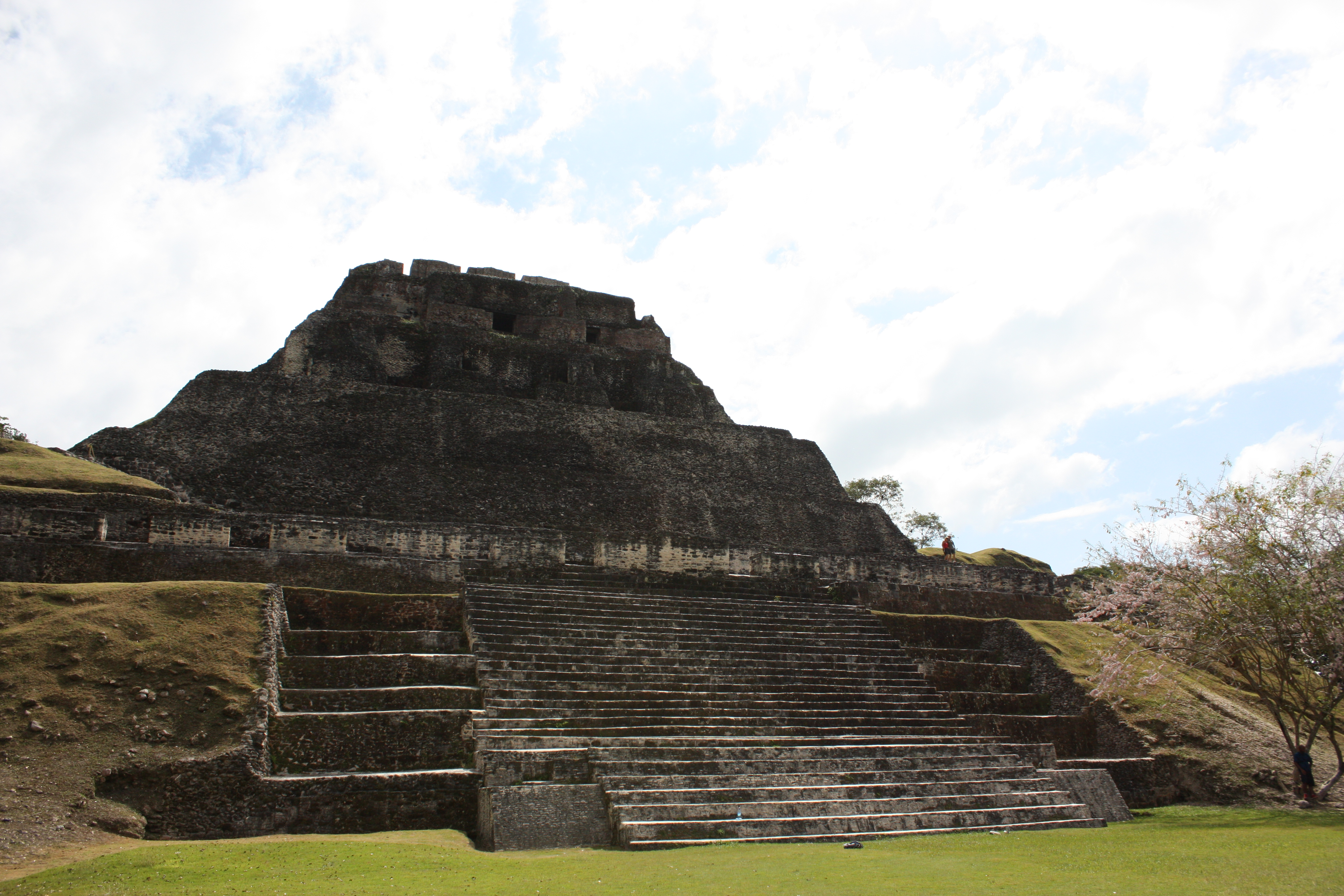
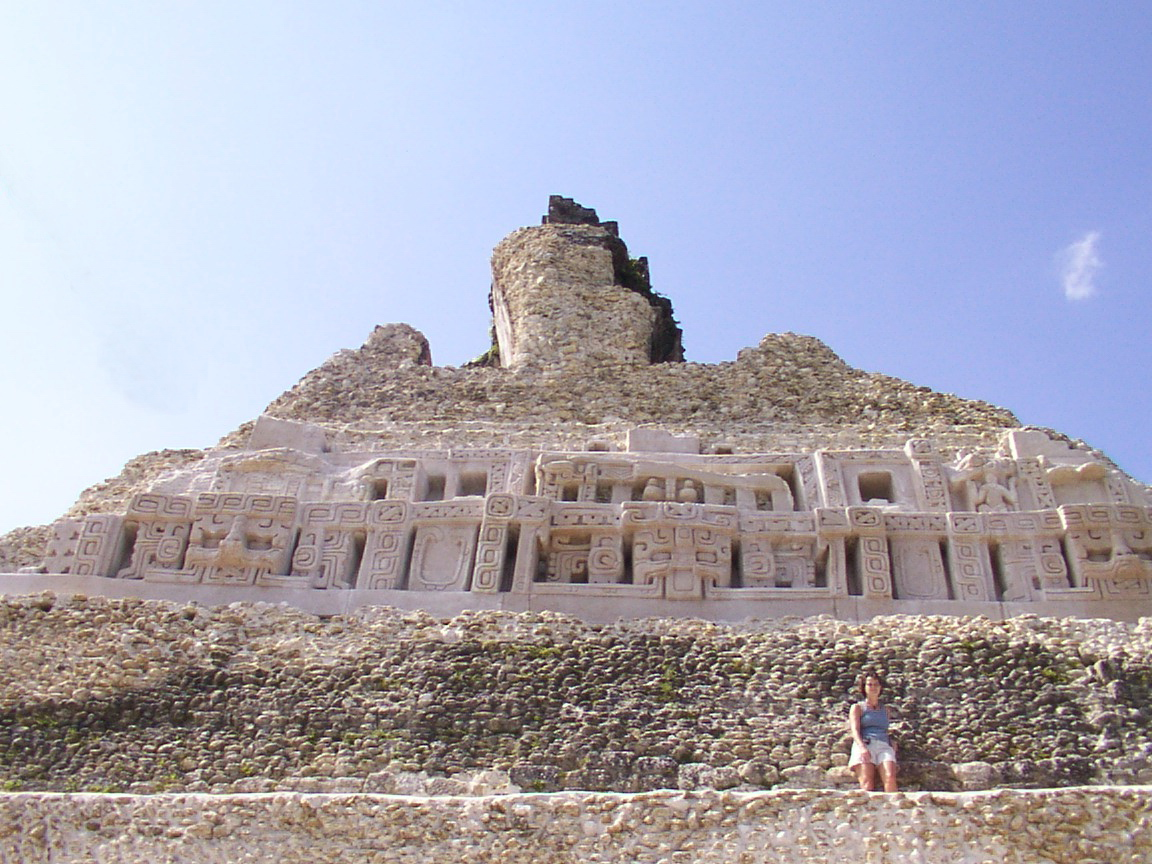
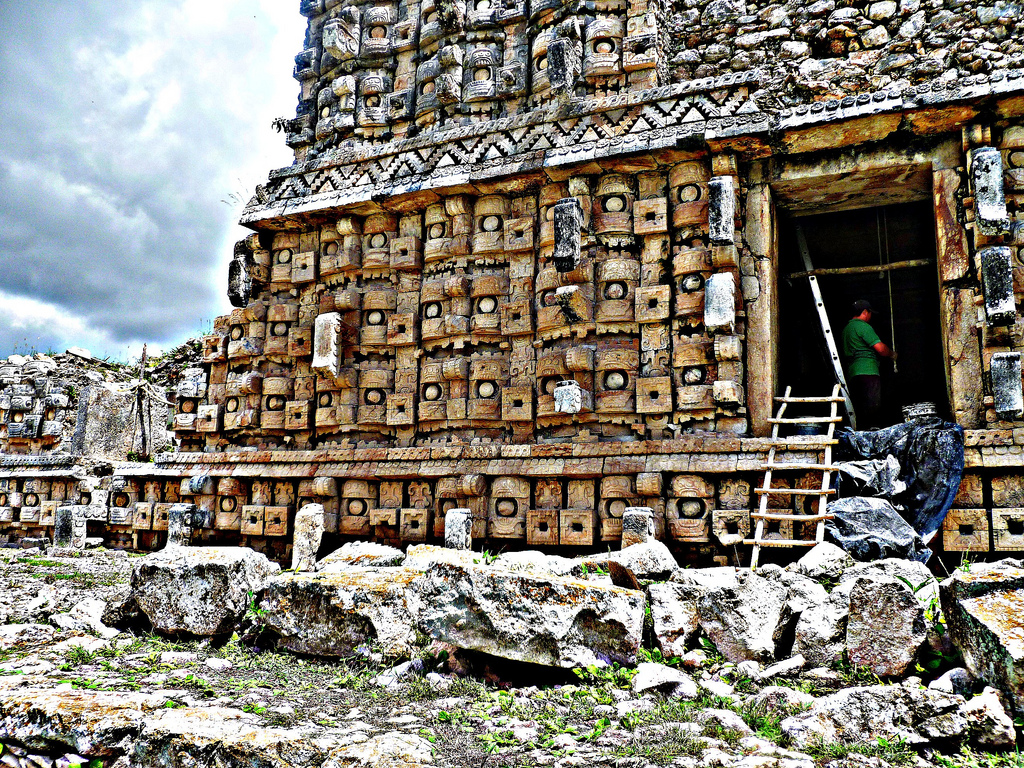
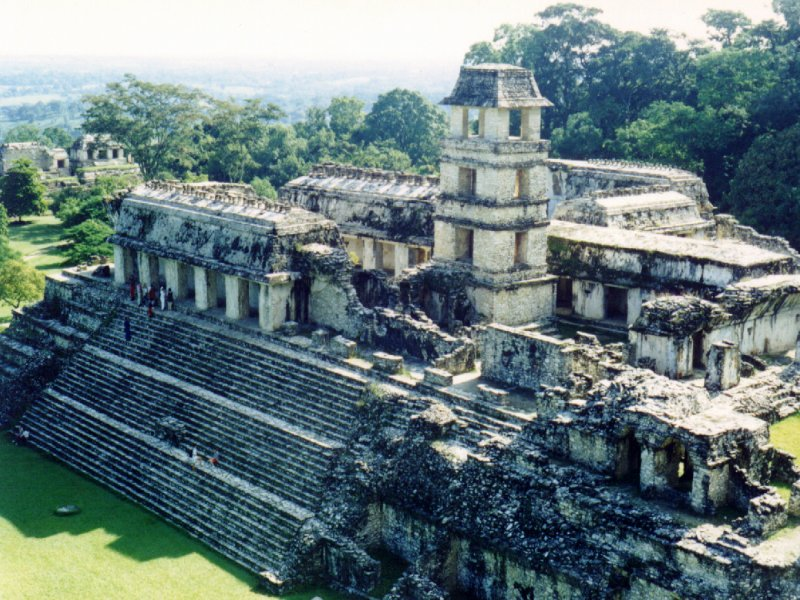
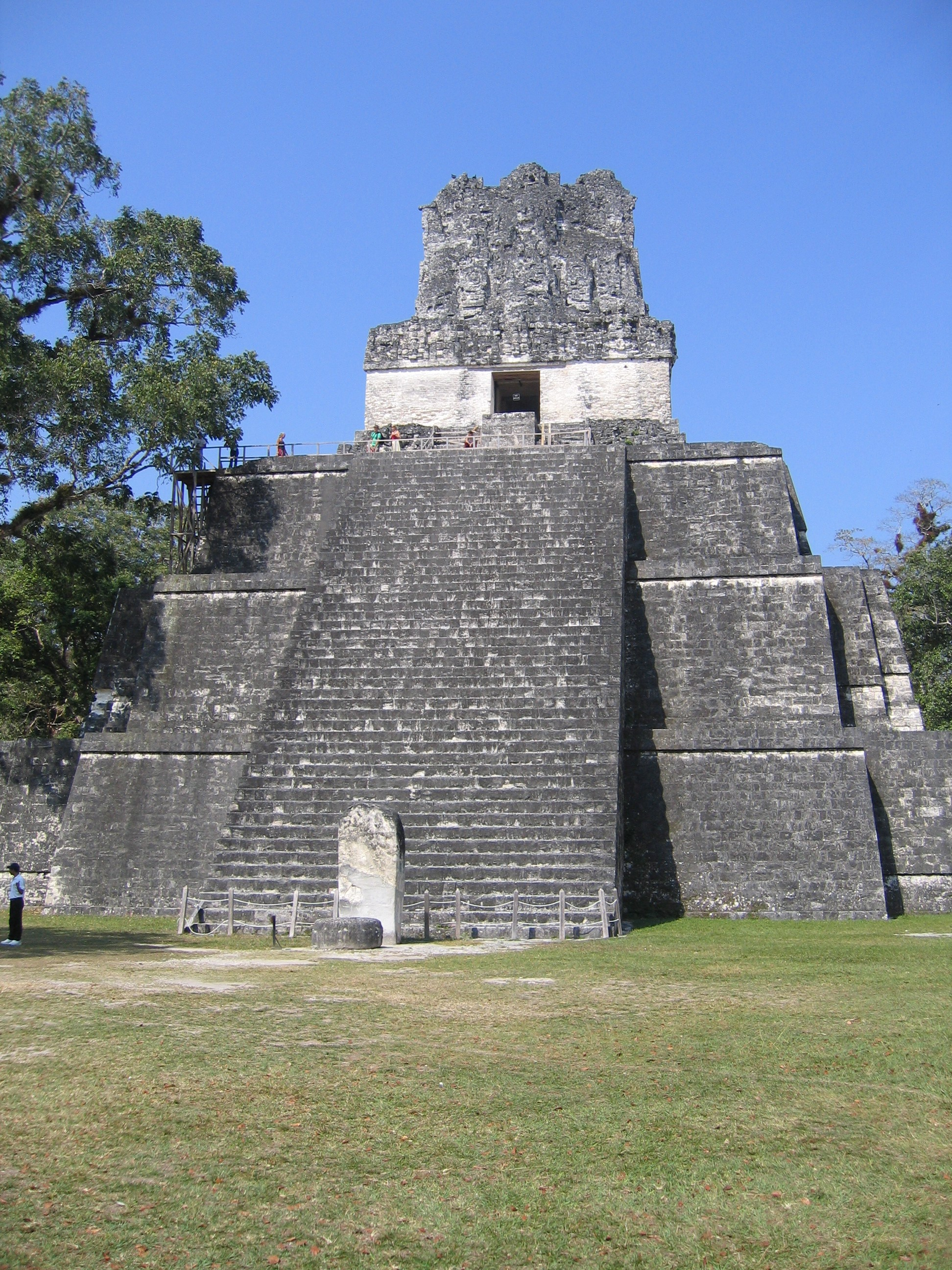
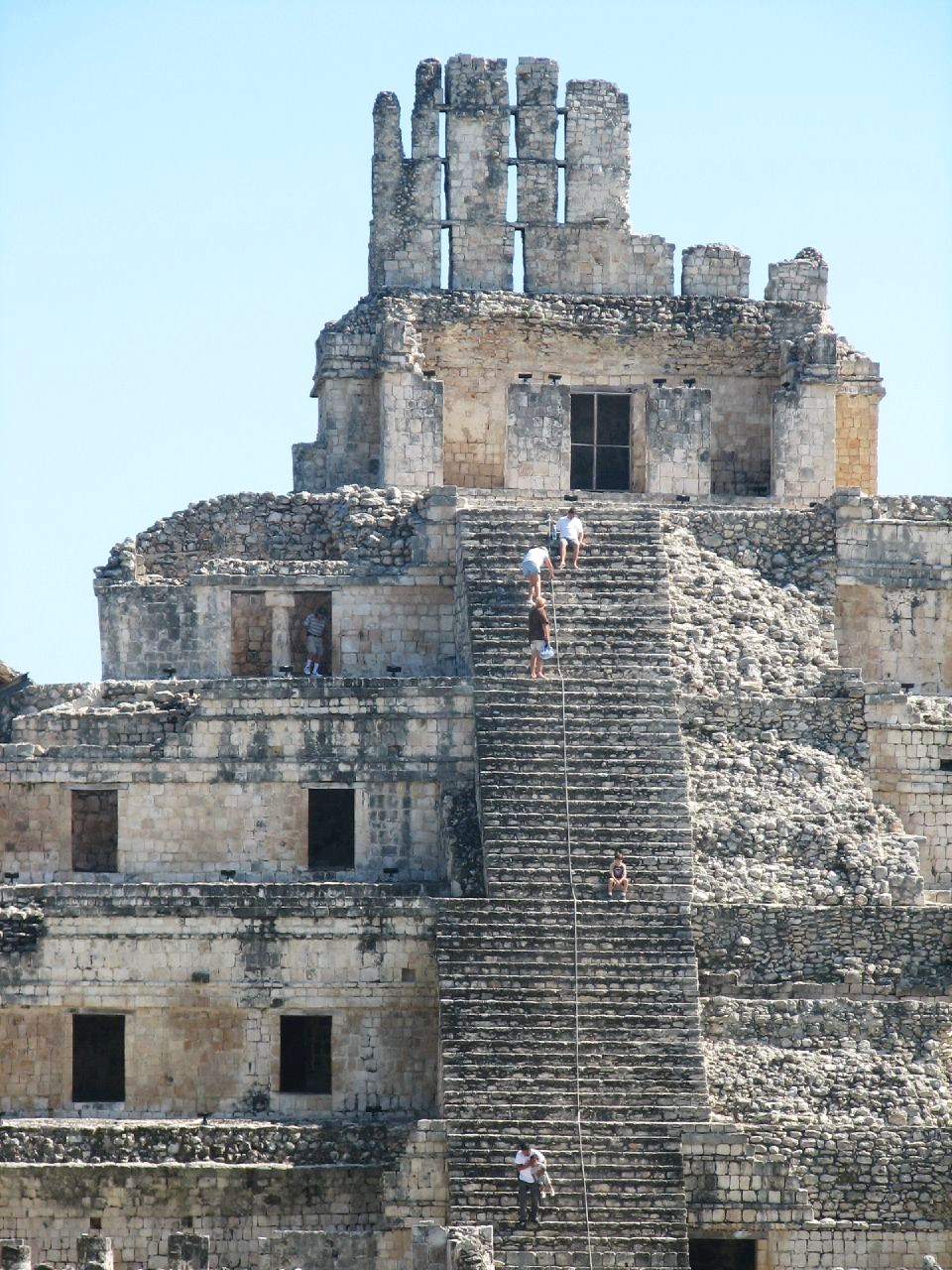
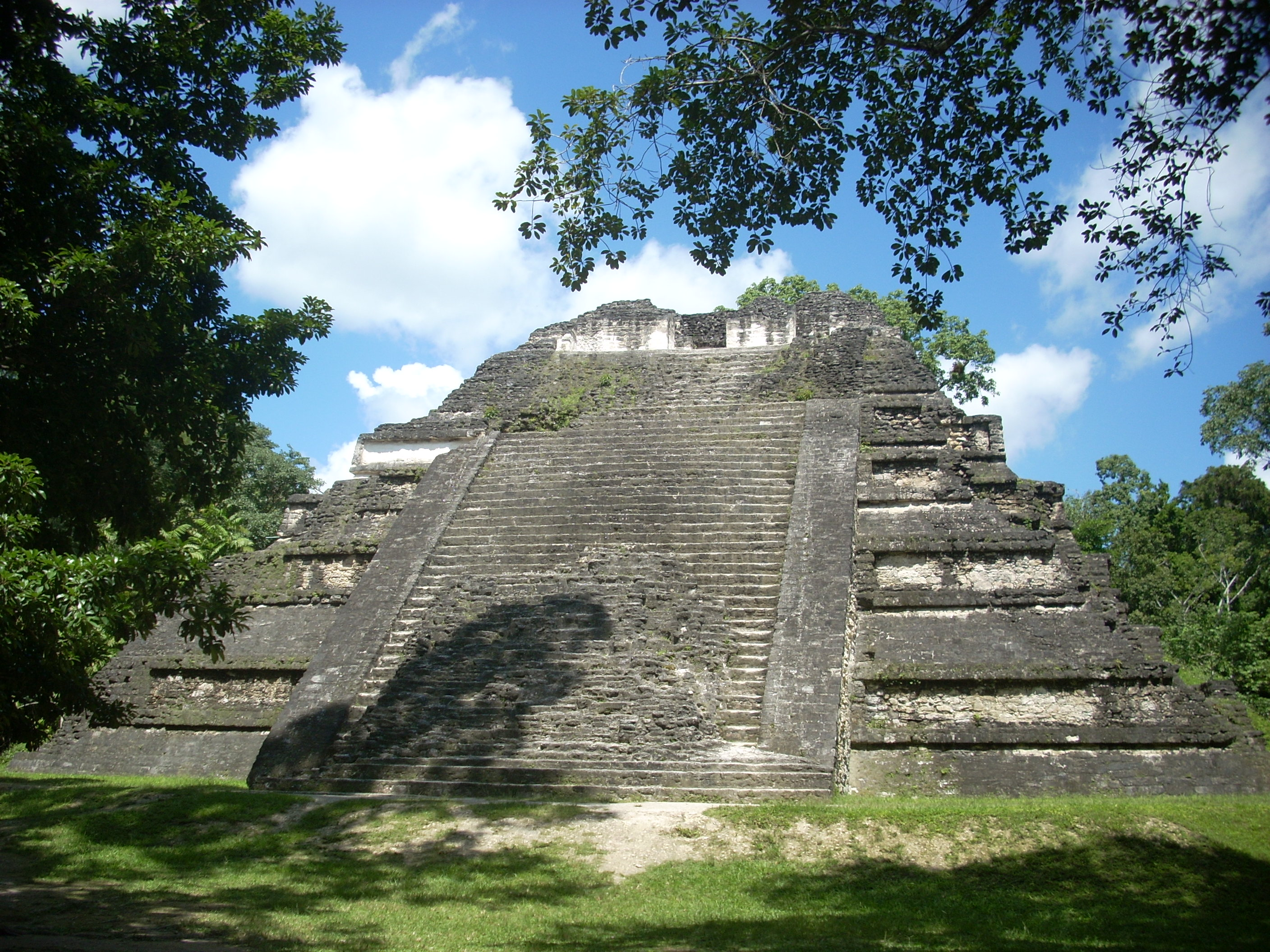
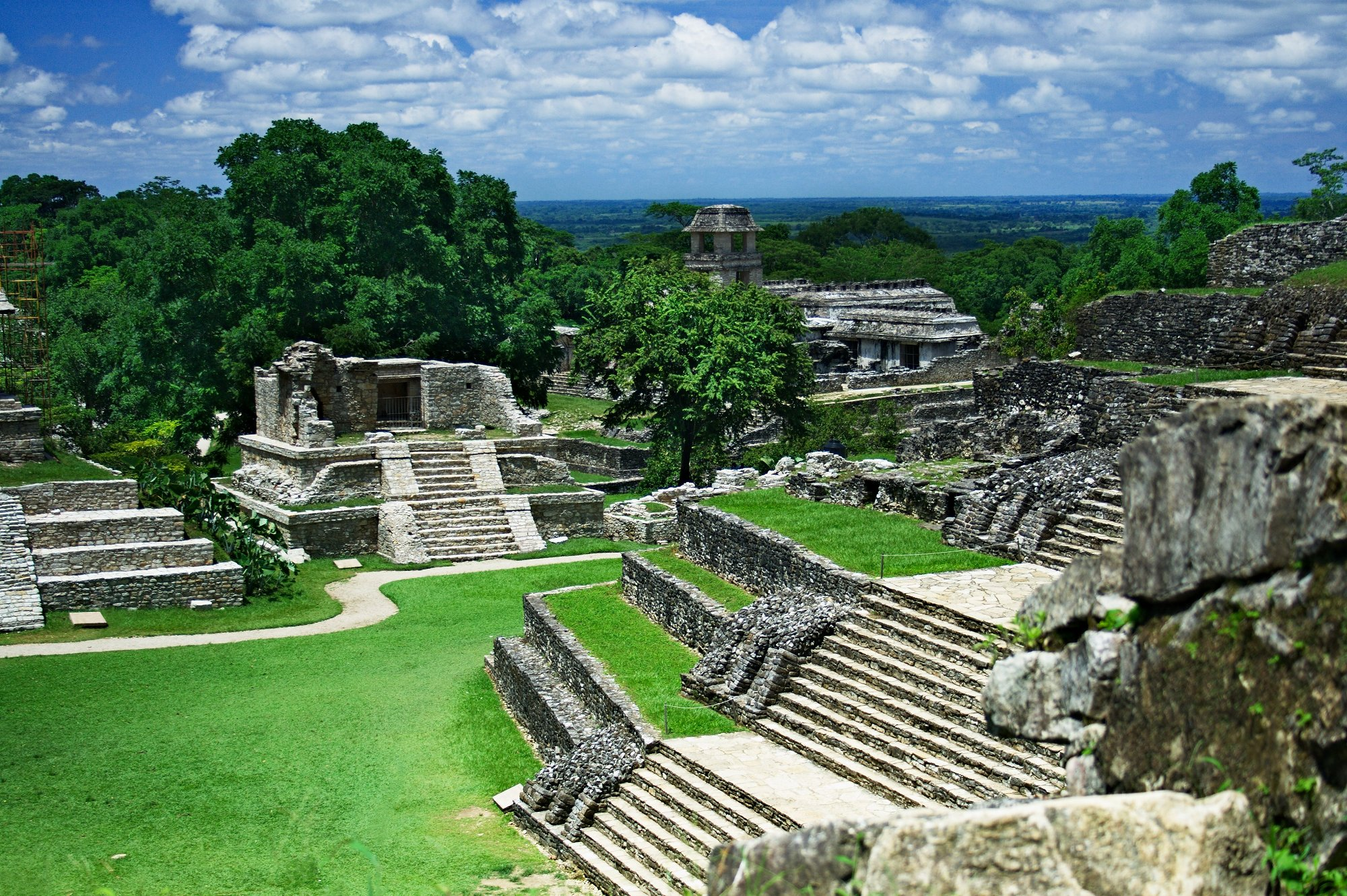

### Sculptură

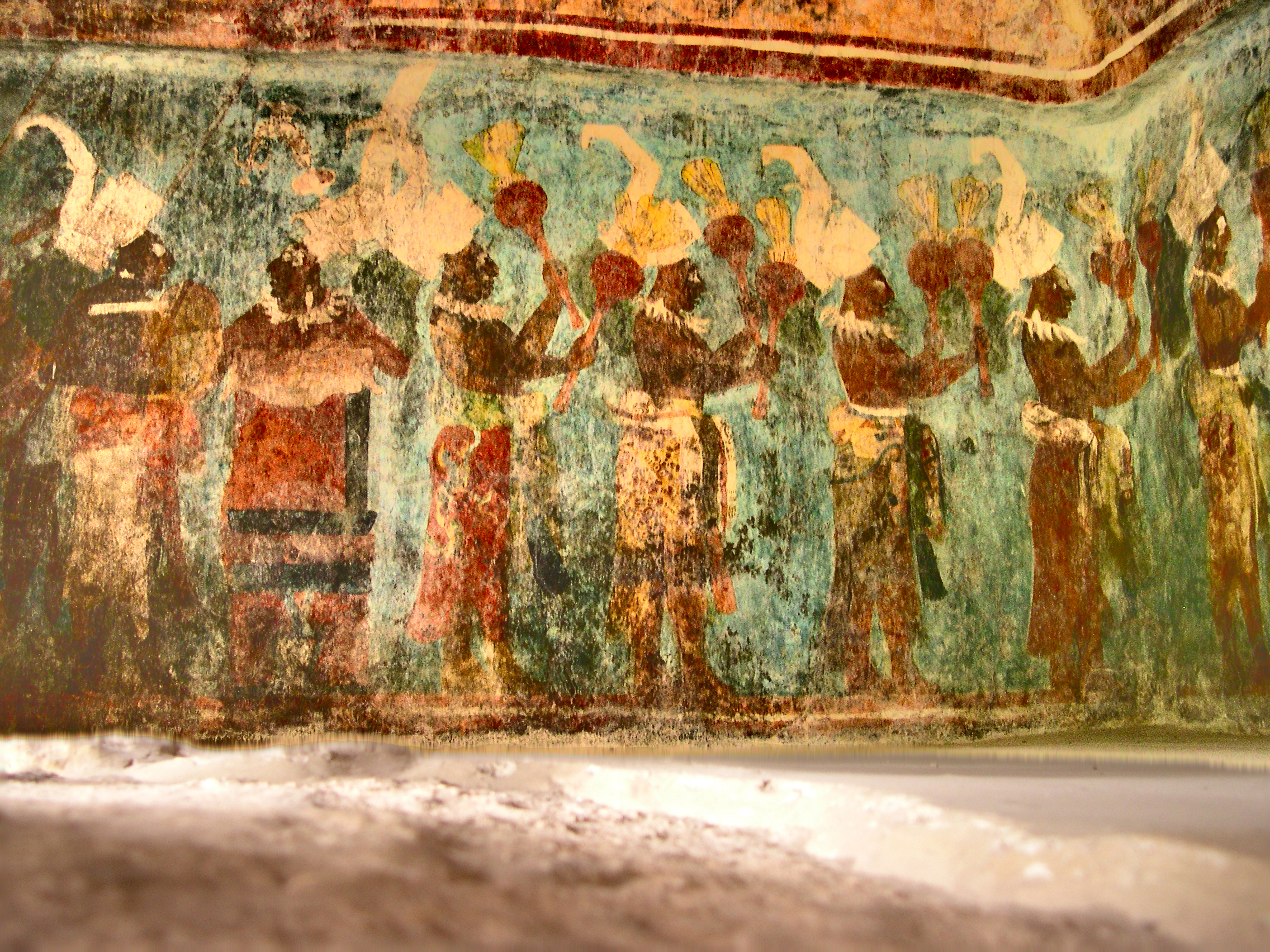
Mayași

Arhitecții mayași sunt considerați printre cei mai mari decoratori și mai prolifici constructori de pe planetă. Mii de construcții se evidențiază prin armonia formelor, simplitatea planurilor și estetică.
Sculptura a dat micile figurine din insula Jaina și marile stele de piatră, ca și ornamentațiile fațadelor construcțiilor.

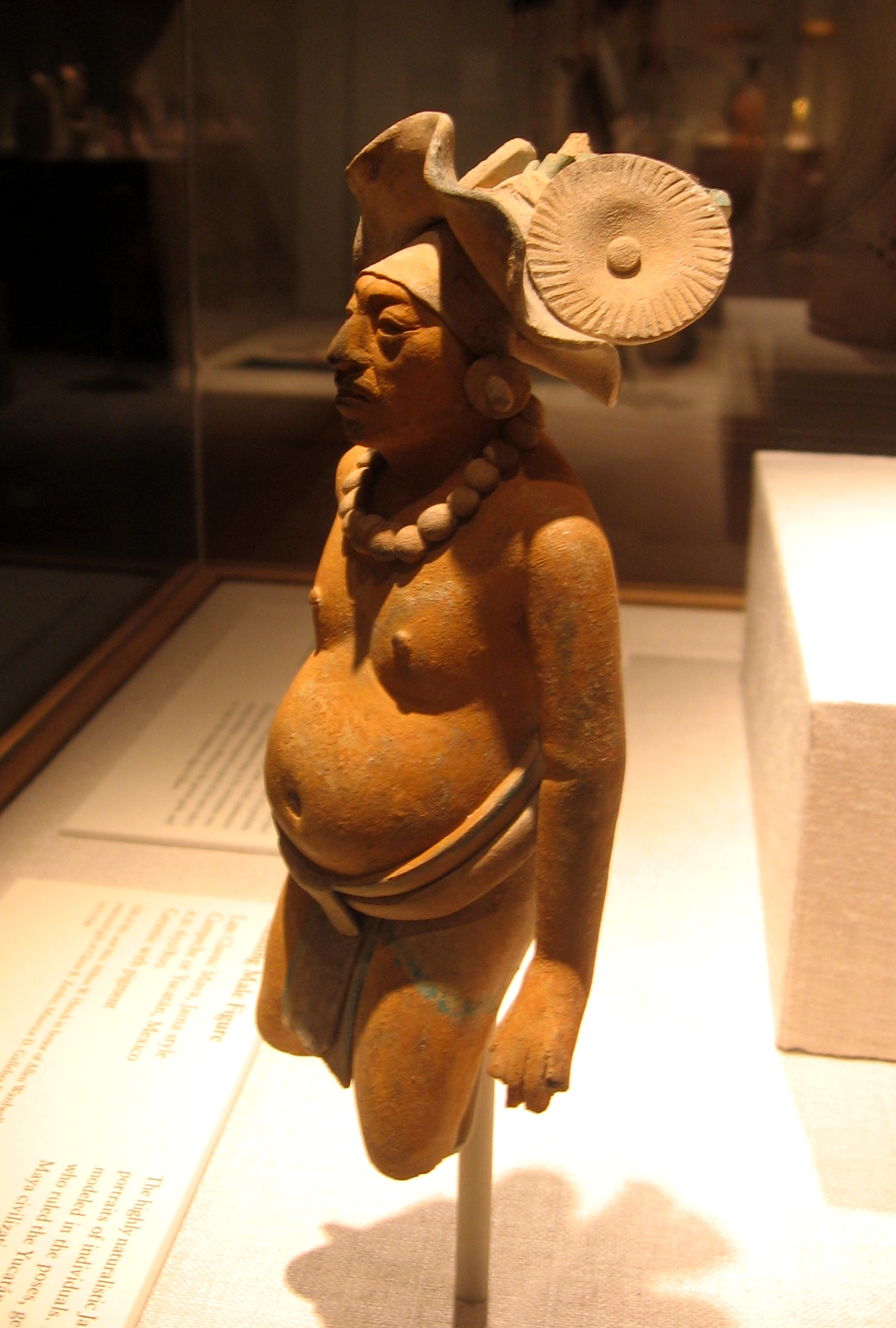
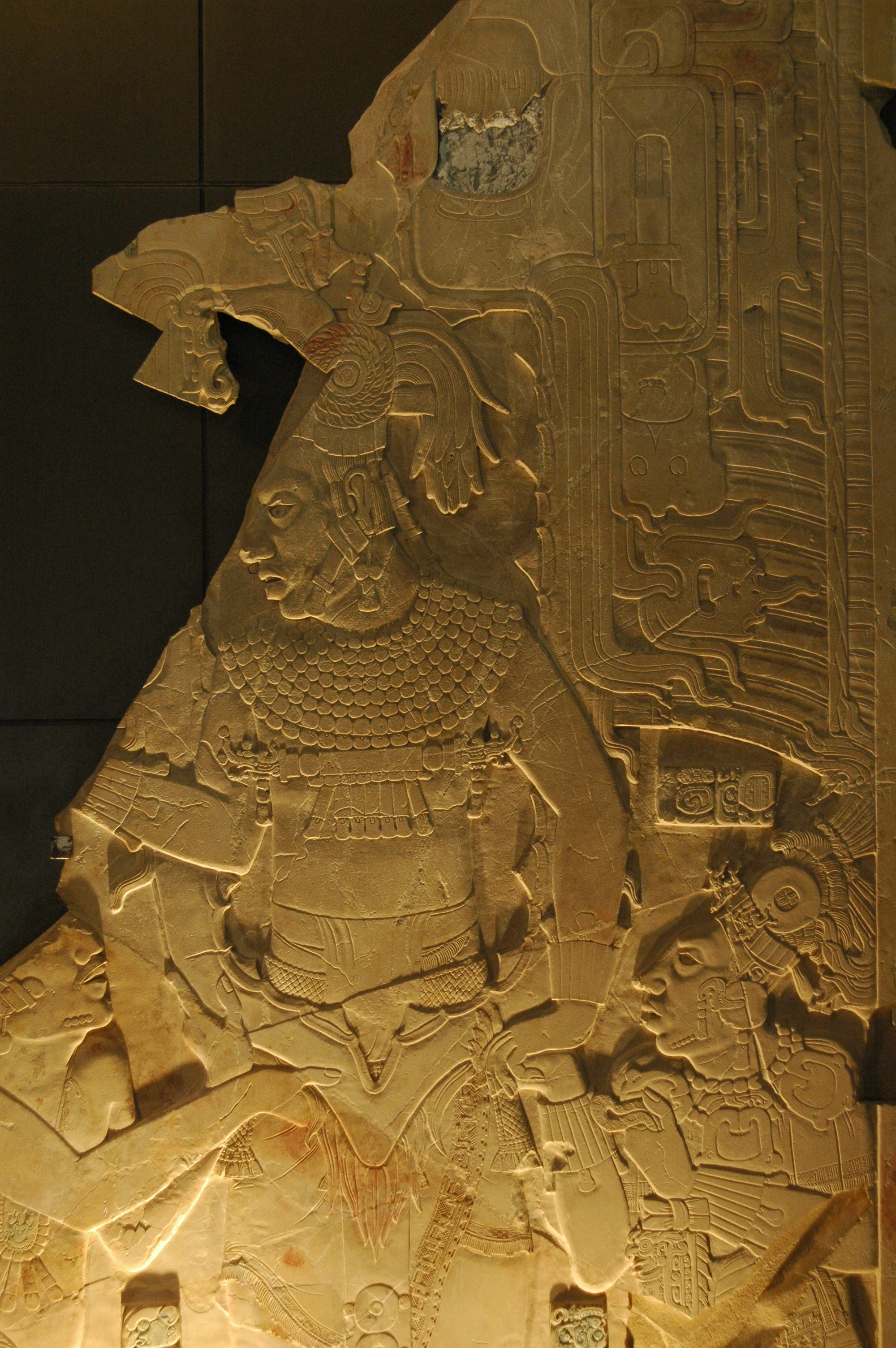
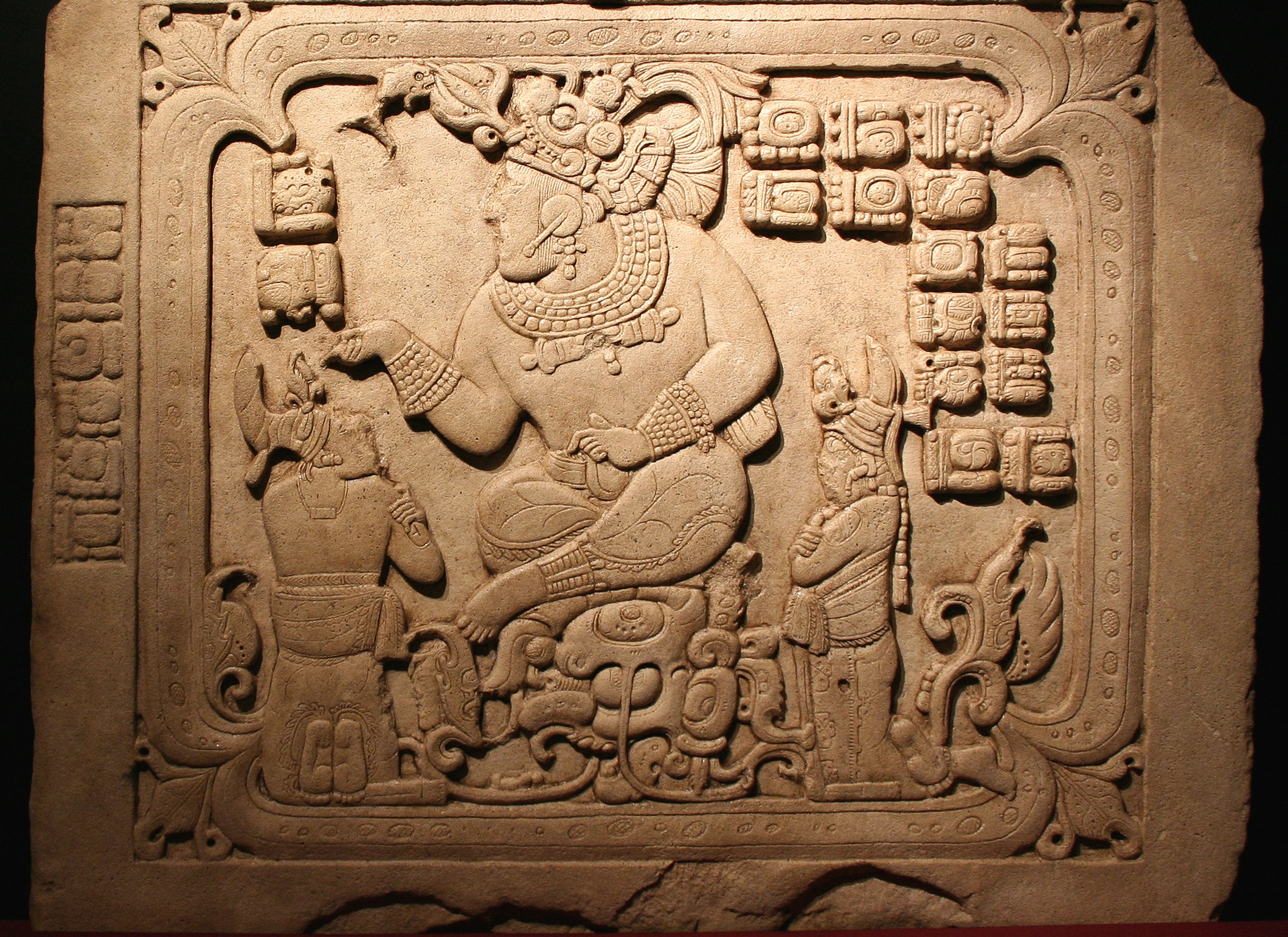
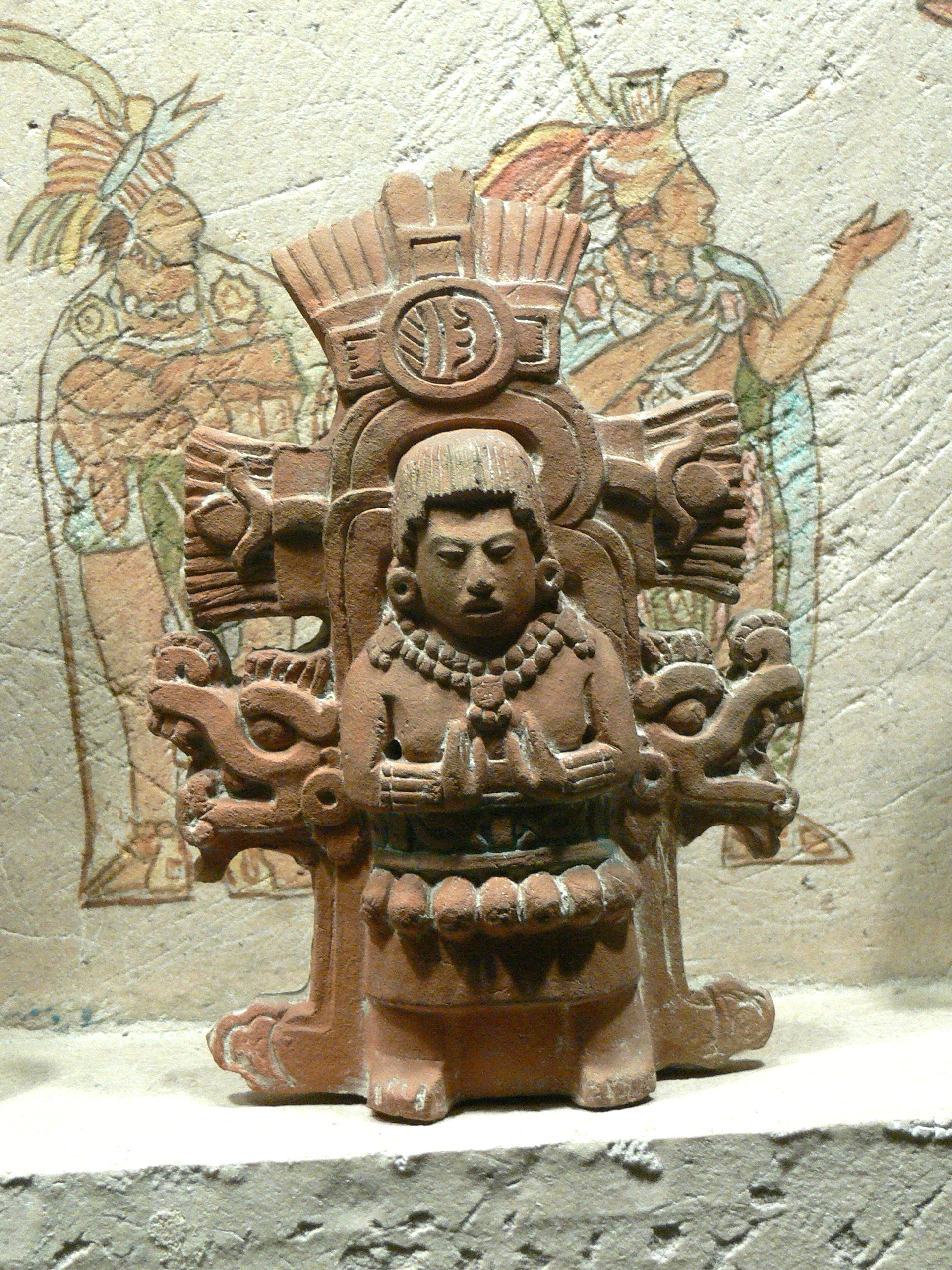
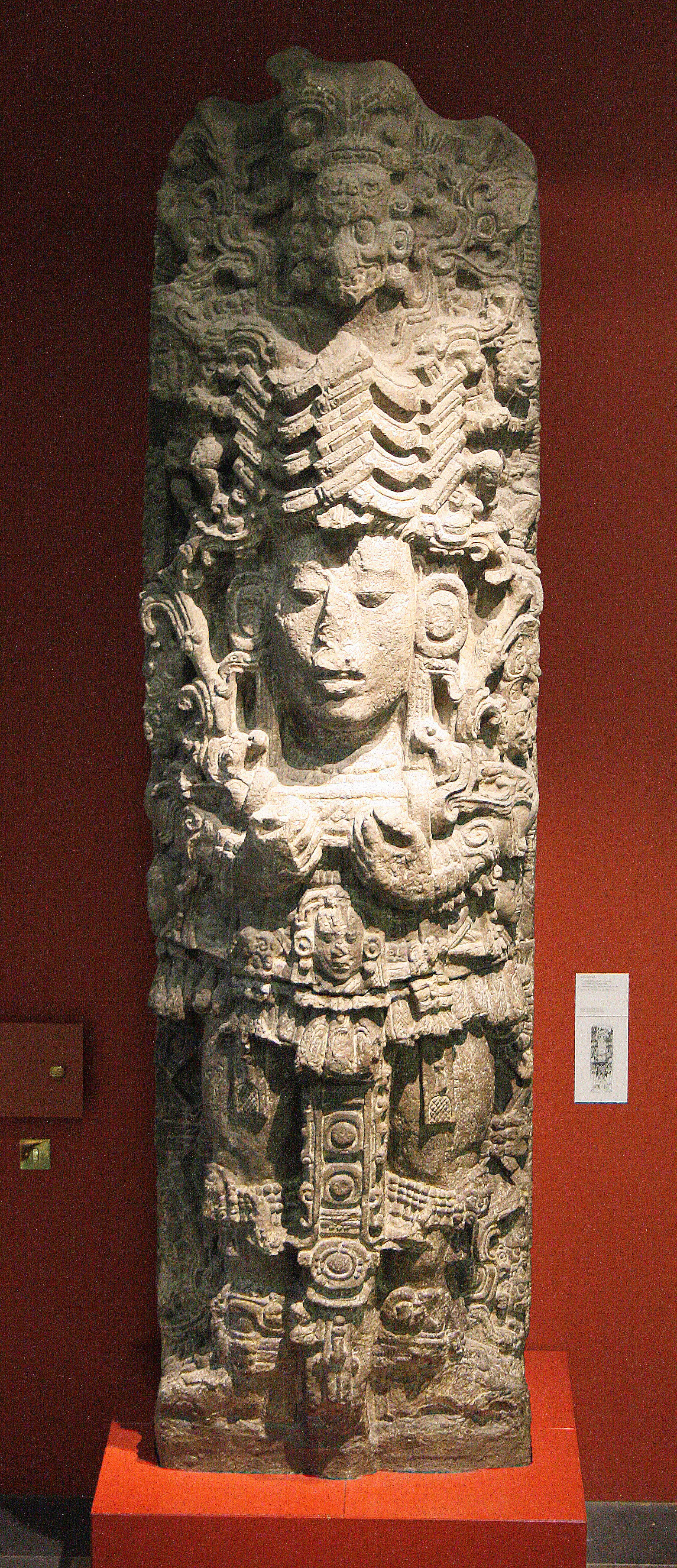
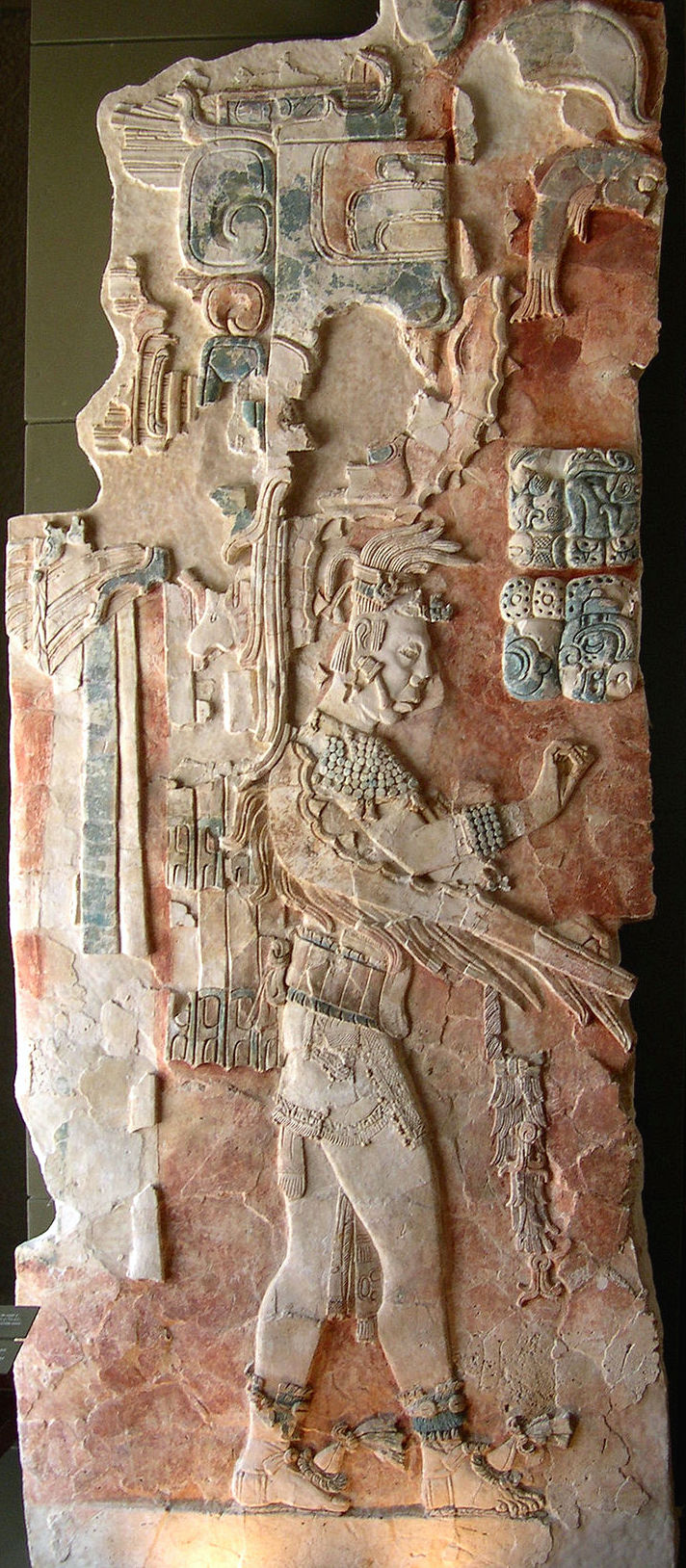
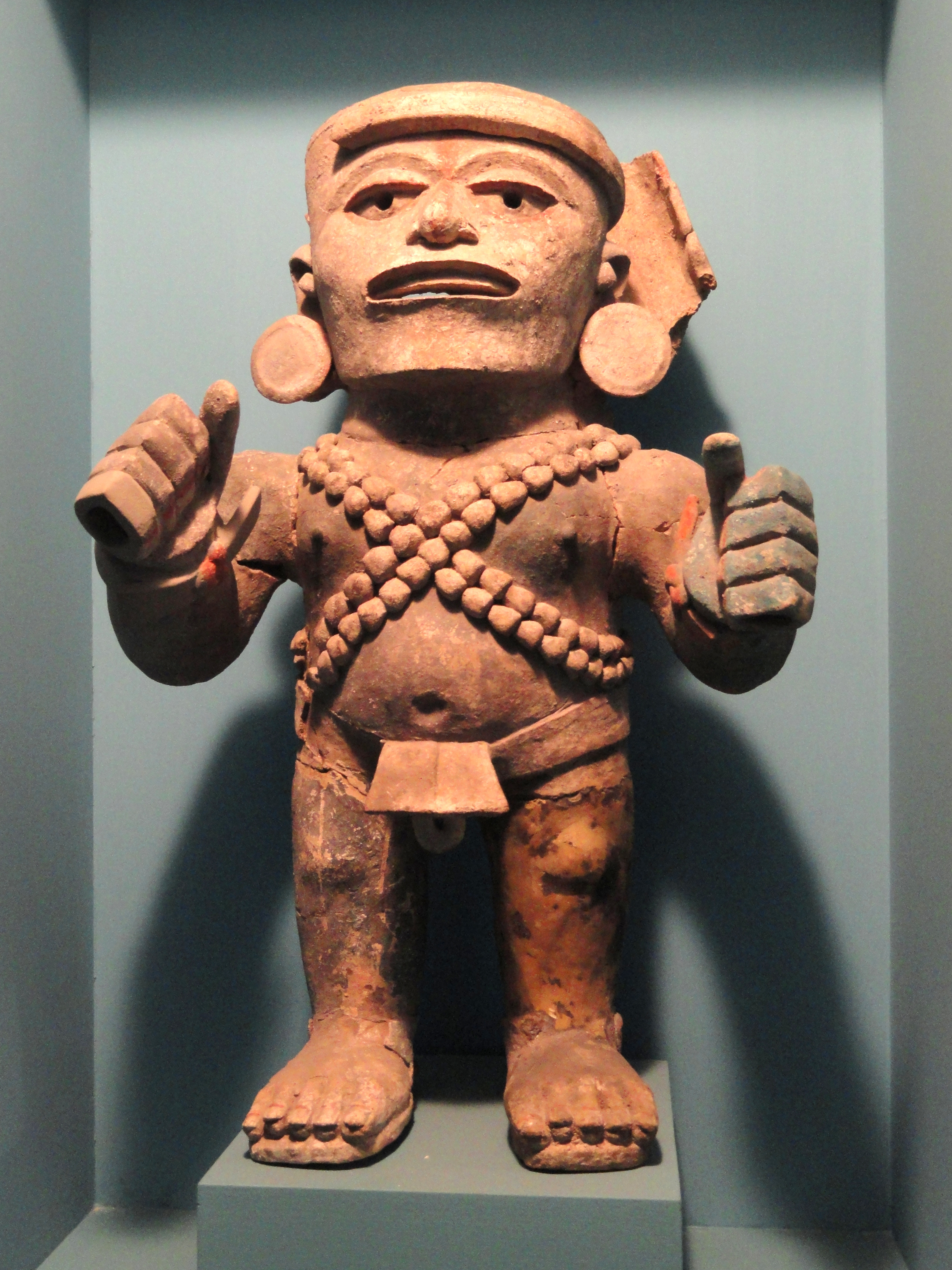
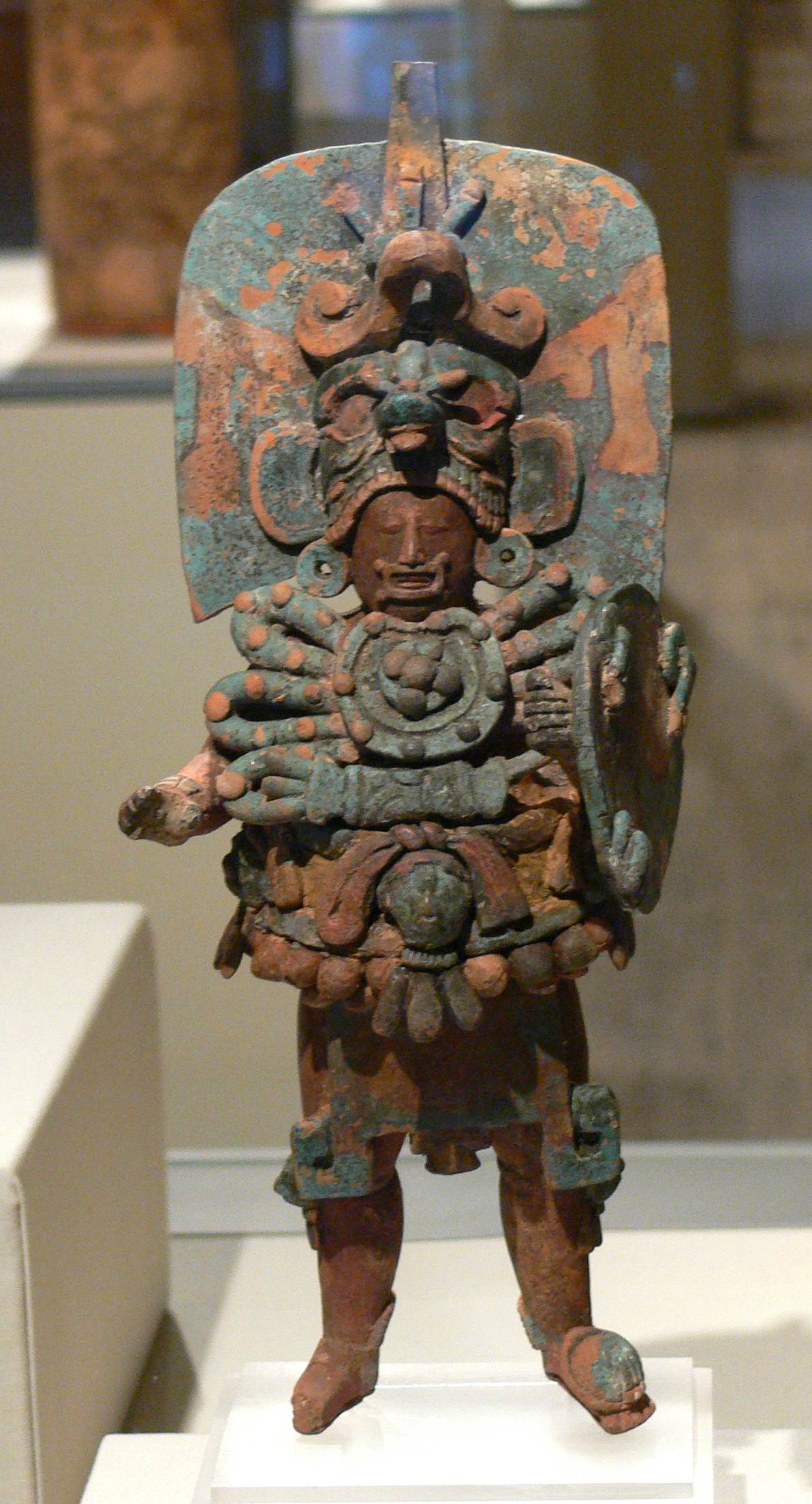
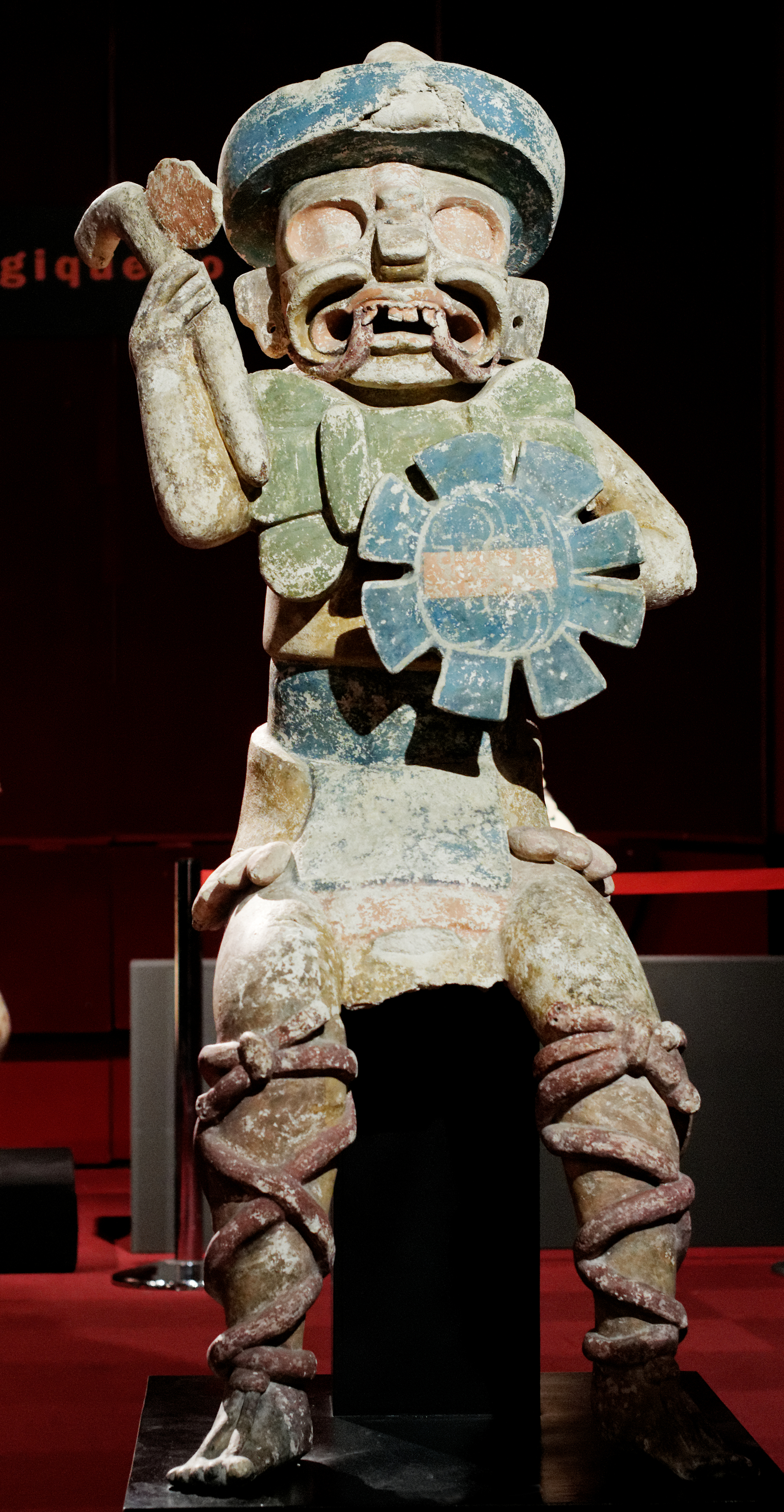
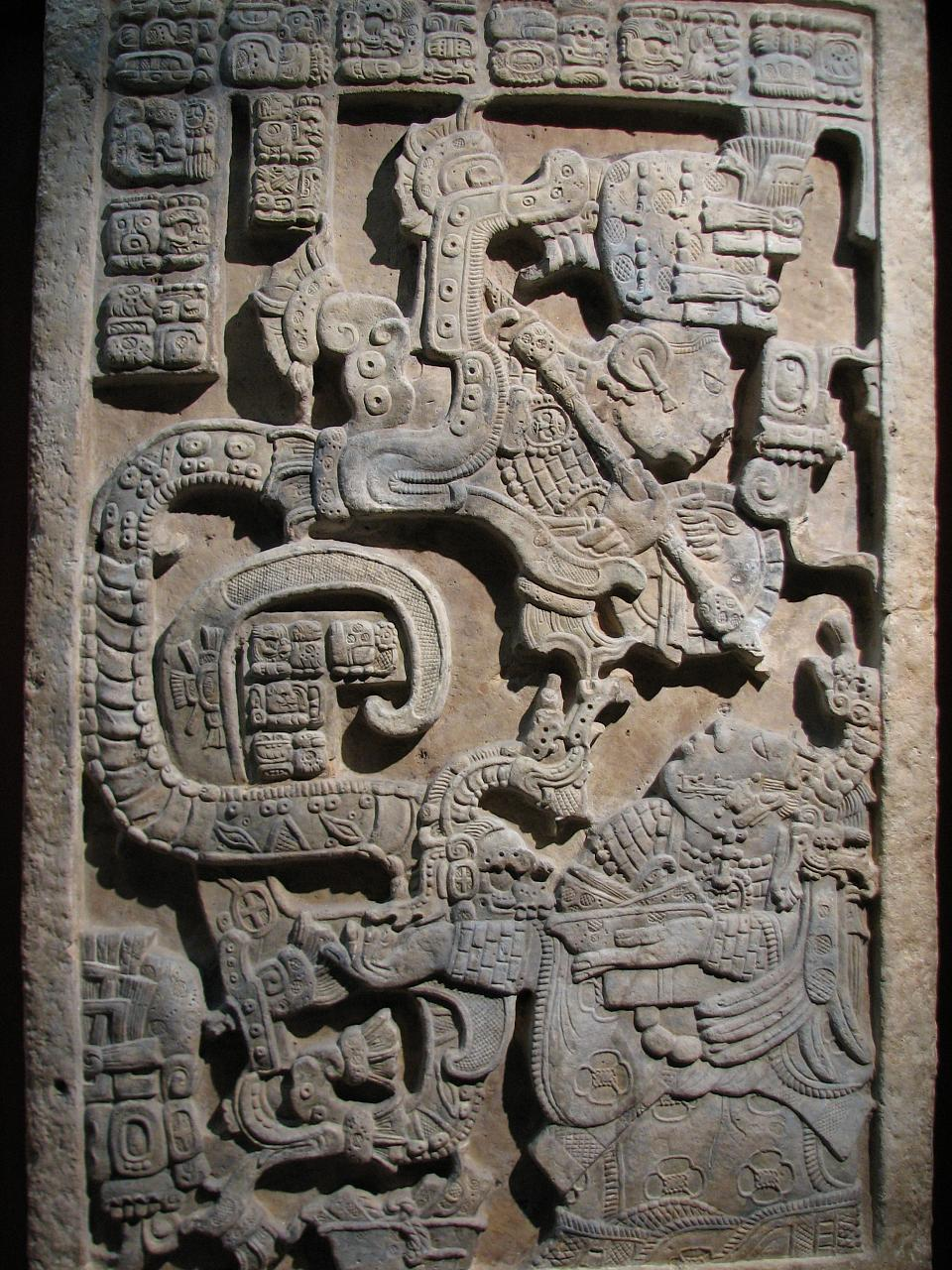

### Pictură
Pictura sub formă de fresce s-a păstrat puțin, dar descoperirea camerelor pictate ale templului din Bonampak oferă un documentar al societății mayașe și o dovadă a talentului pictorilor mayași.

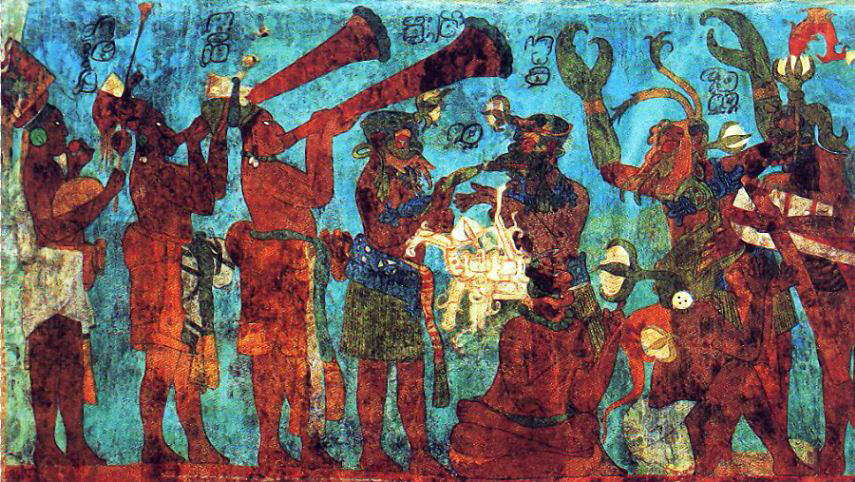
Muralul de la Bonampak-muzicieni și dansatori

## Panteonul mayaș

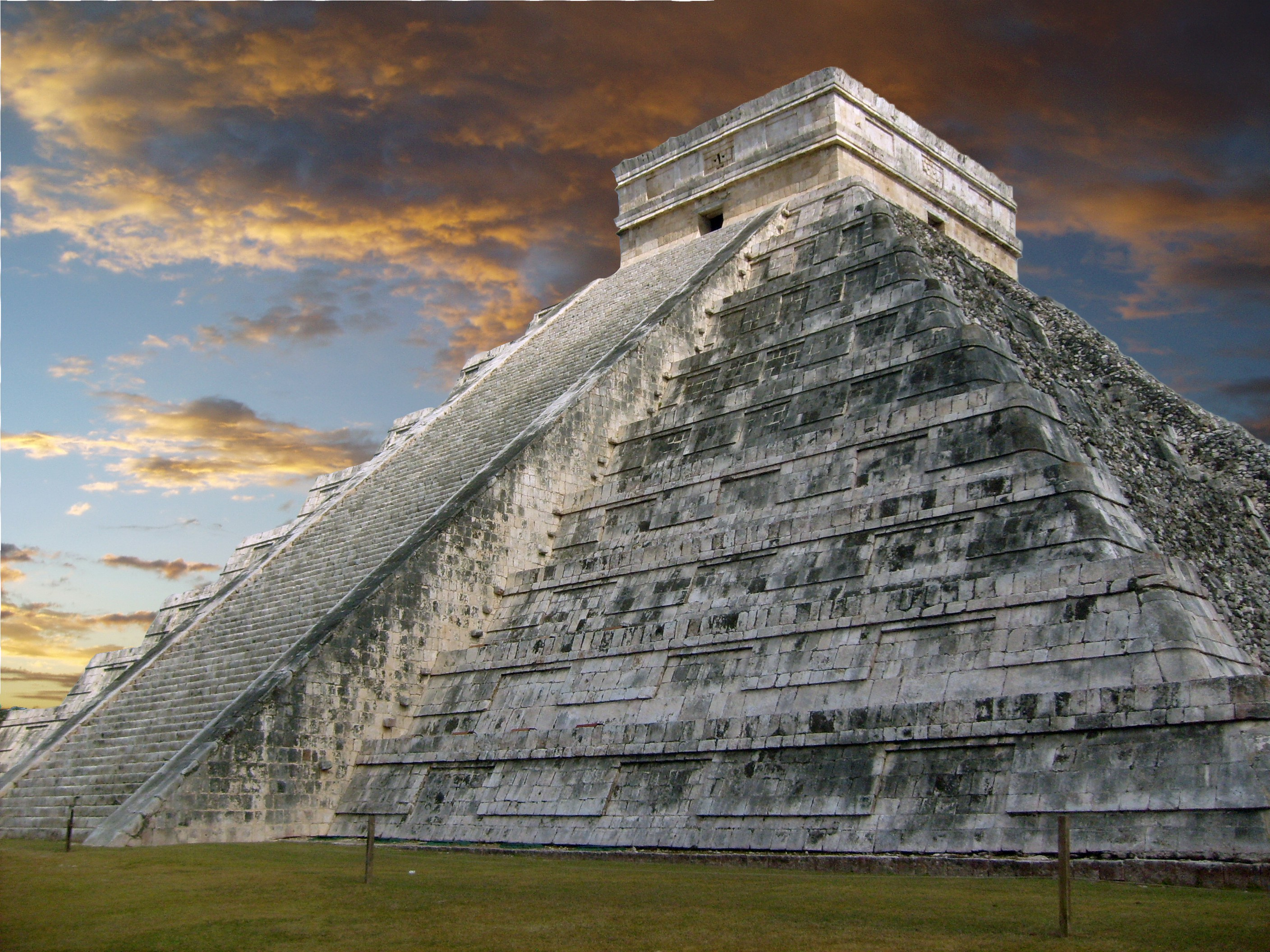
Chichen itza

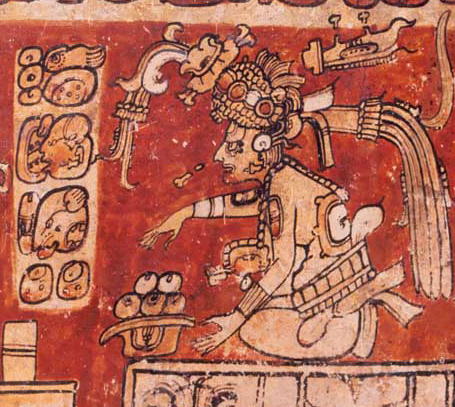
Itzamna

Sculpturile, picturile și codexurile îi arată pe zeii mayași cu un curios amestec de trăsături umane și animaliere. Zeii cerului, ai pământului și din lumea subterană erau „hrăniți” cu sânge de animale și de oameni sacrificați. Credincioșii își provocau răni pe tot corpul, ca sacrificiu adus zeilor.

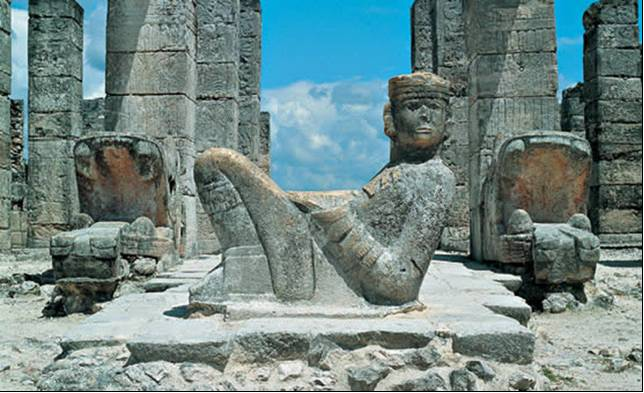

Se știe însă că zeii mayași sunt numeroși și au legătură cu toate fenomenele naturii. Reprezentați sub o înfățișare jumătate-omenească, jumătate-animală ei sunt binefăcători sau răufăcători. Divinitățile principale sunt: Hunabku, tatăl zeilor, Itzama regele cerului, zeu principal al preoților, care a adus oamenilor scrisul și calendarul, precum și soața sa Ixchel, zeița mamă. Mayașii clădesc piramide deasupra cărora se află temple. Aici ei venerează niște divinități, precum și pe zeul-jaguar. Prinții locuiesc în niște palate orizontale, cu încăperi extrem de numeroase, dispuse în jurul unei curți centrale.

## Războiul

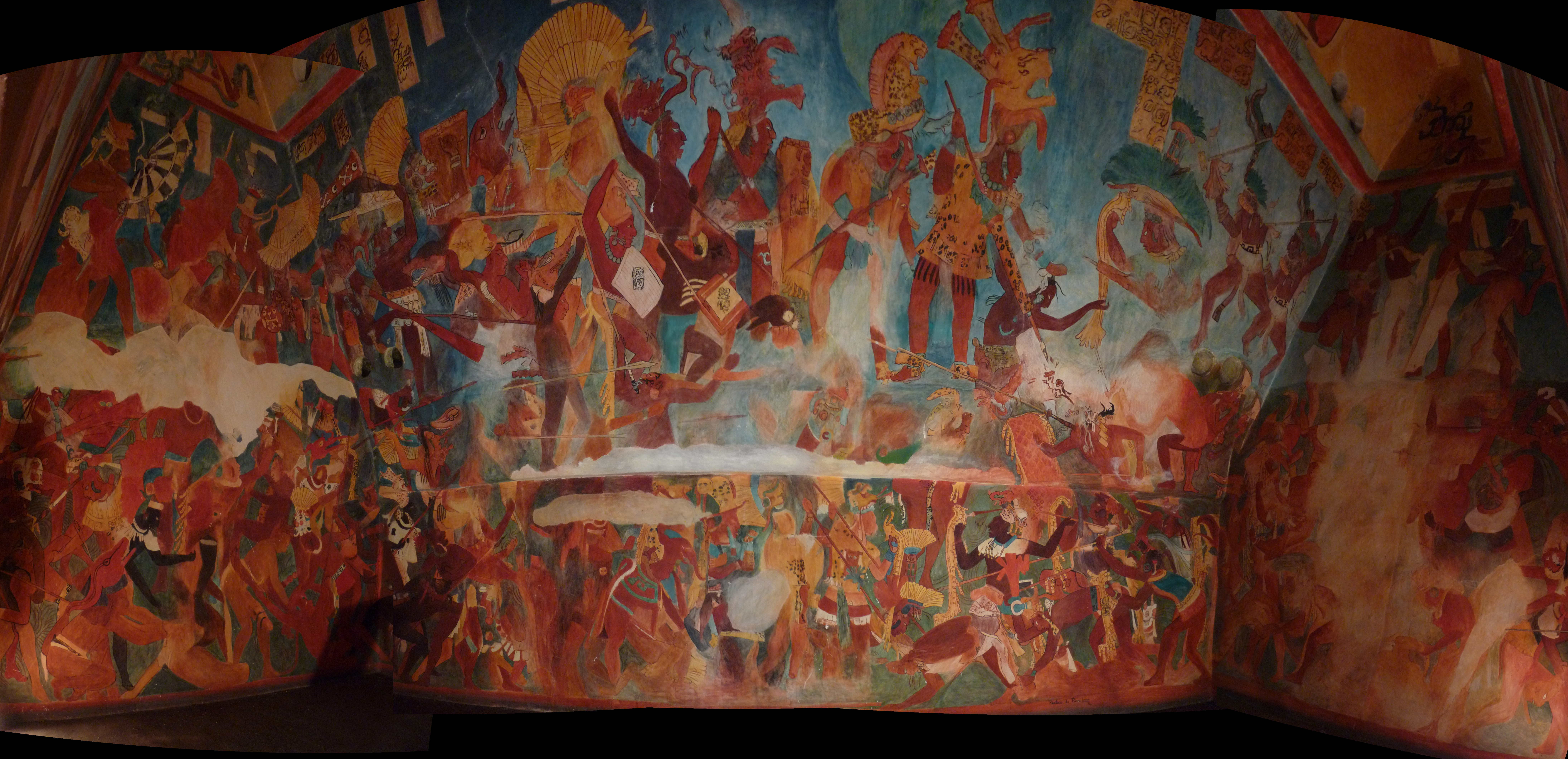
Reproducere a unei scene de bătălie, muralele Bonampak

În luptă, mayașii utilizau arme simple:
- arcuri și săgeți, folosite în luptă pe distanțe lungi. Această armă a fost folosită de mayași timp de 2.500 de ani.
- cuțite: utilizate pentru înjunghiere.
- sulițe: o prăjină de lemn lungă, cu un vârf ascuțit; puteau fi aruncate sau folosite în lupta corp la corp.
- Atlatl: un dispozitiv folosit pentru aruncarea suliței.
- Macuahuitl- o armă mortală, cu lama făcută din obsidian și sticlă vulcanică, folosit pentru a zdrobi inamicul. A fost utilizat pe scară largă.
- Seceră: o lamă curbată folosită pentru tăierea ierbii, dar care era utilizată și pentru luptă.